# Operacja Crusader
Operacja Crusader – operacja wojskowa przeprowadzona podczas kampanii afrykańskiej w II wojnie światowej przez brytyjską 8 Armię (obejmującą jednostki brytyjskie, indyjskie, z państw-dominiów i sojuszników) przeciwko siłom Osi (Niemcom i Włochom) w Afryce Północnej dowodzonym przez gen. Erwina Rommla. Operacja miała na celu ominięcie niemiecko-włoskiej obrony na granicy egipsko-libijskiej, pokonanie sił pancernych Osi i złagodzenie oblężenia Tobruku w 1941 roku.
18 listopada 1941 roku 8 Armia rozpoczęła atak z zaskoczenia. Początkowe etapy operacji były nieudane. Brytyjskie siły pancerne nadmiernie rozproszyły się i straciły 530 czołgów, niszcząc zaledwie 100 pojazdów przeciwnika do 22 listopada. 23 listopada 5 Brygada Południowoafrykańska została zniszczona w Sidi Rezegh, powodując jednak większe straty wśród niemieckich sił pancernych. Dzień później Rommel zarządził serię głębokich kontrataków, co spowodowało chaos na tyłach wojsk alianckich, ale pozwoliło brytyjskim siłom pancernym na odzyskanie sił. Pierwsze niepowodzenia spowodowały zmiany personalne na najwyższym szczeblu dowodzenia; 26 listopada gen. Alan Cunningham został zwolniony ze stanowiska dowódcy 8 Armii i zastąpiony przez młodszego gen. Neila Ritchiego. Następnego dnia Nowozelandczycy dotarli do garnizonu Tobruku, wybijając lądowy korytarz zaopatrzeniowy do miasta i łagodząc oblężenie.
Bitwa trwała do grudnia, kiedy niedobory dostaw zmusiły Rommla do zwężenia frontu i skrócenia linii komunikacyjnych. 7 grudnia 1941 roku niemiecki dowódca wycofał siły Osi do pozycji pod Gazalą, a 15 grudnia nakazał odwrót do El Agheila. 2 Dywizja Południowoafrykańska zdobyła Bardiję 2 stycznia 1942 roku, Sollum 12 stycznia, a umocnioną pozycję na przełęczy Halfaya 17 stycznia, biorąc około 13 800 jeńców.
21 stycznia 1942 roku Rommel rozpoczął niespodziewany kontratak i wyparł 8 Armię z powrotem do Gazali, gdzie obie strony przegrupowały się. Konsekwencją tych posunięć była bitwa pod Gazalą stoczona pod koniec maja 1942 roku.

## Tło sytuacyjne

### Wywiad
Nachrichten Fernaufklärungs Kompanie (FAK 621) dostarczało Rommlowi wysokiej jakości taktycznych informacji wywiadowczych od sierpnia 1941 do stycznia 1942 roku. Niemiecka organizacja w dużym stopniu skorzystała na brytyjskiej niekompetencji w stosowaniu kodów taktycznych, otwartej komunikacji R/T i nieskutecznej procedury użycia znaków wywoławczych od poziomu brygady do batalionu na froncie. FAK 621 odczytał znaczną część wysokiej klasy ręcznego szyfru War Office, który był używany w komunikacji bezprzewodowej z kwatery głównej 8 Armii do dowództw poszczególnych dywizji. Do stycznia, kiedy Brytyjczycy udoskonalili swoje szyfrowanie, Niemcy uzyskali tyle samo informacji o brytyjskim ordre de bataille, ile ujawniły odszyfrowane przez brytyjski system Ultra meldunki Osi. W październiku 1941 roku odszyfrowane przez British Army komunikaty z Enigmy zawierały niemieckie dane o zwiększonej sile brytyjskich czołgów. Informacje niemieckie były tak dokładne, że Ministerstwo Wojny zaczęło poważnie martwić się o bezpieczeństwo swojej komunikacji, ale dopiero w lipcu 1942 roku, kiedy Brytyjczycy pojmali FAK 621, dowiedzieli się o skali niemieckiego podsłuchu.

### Zaopatrzenie Osi

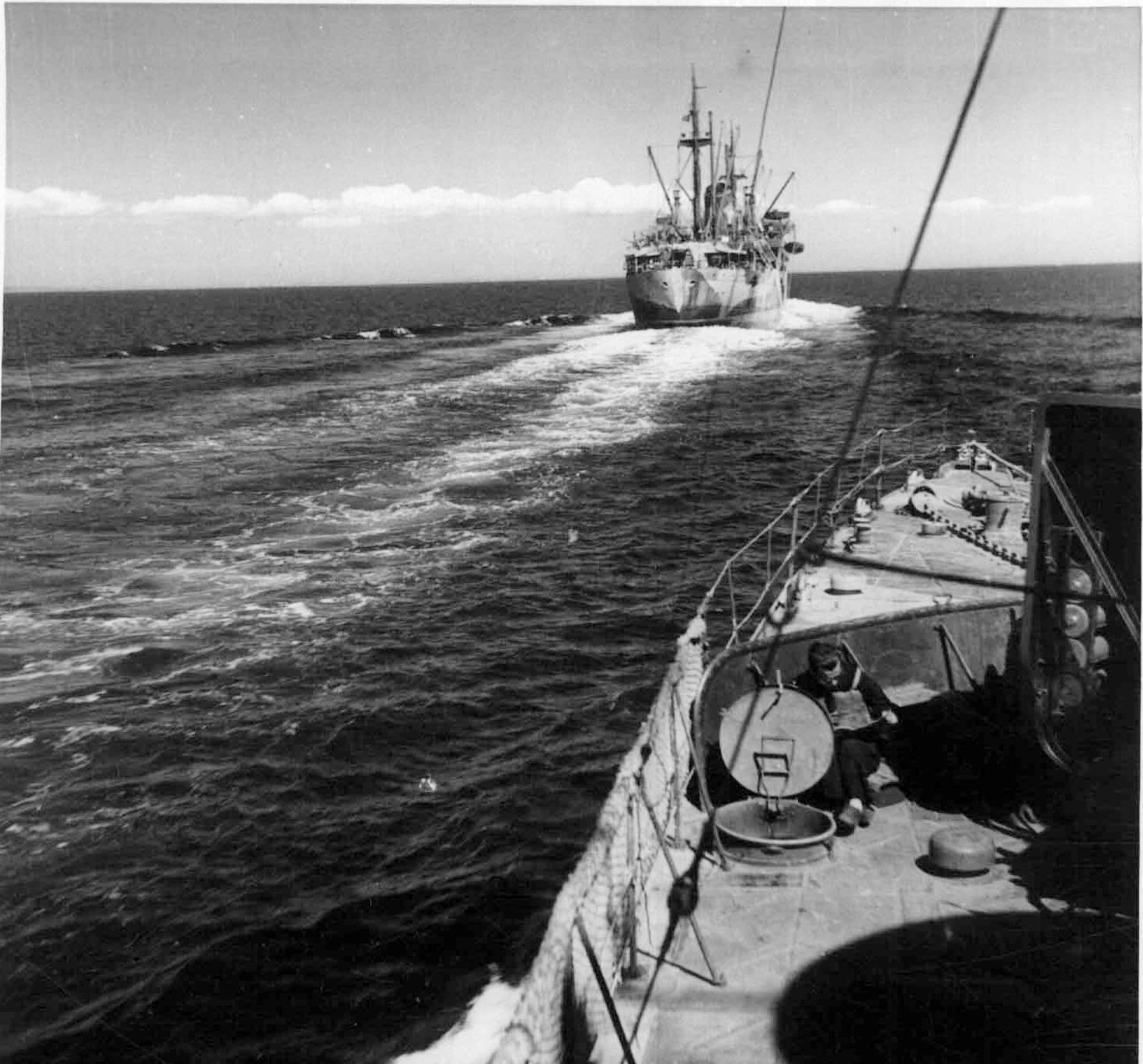
Włoski konwój w drodze do Libii, 1941

Jedna niemiecka dywizja zmotoryzowana potrzebowała 360 t zaopatrzenia dziennie, a przetransportowanie go na odległość 480 km wymagało 1170 ciężarówek o ładowności po 2 t każda. Przy siedmiu dywizjach Osi w Afryce, a także jednostkach powietrznych i morskich, potrzebnych było 71 000 t zaopatrzenia miesięcznie. Francuzi posłuszni rządowi Vichy zgodzili się na wykorzystanie Bizerty w ich kolonii Tunezji, lecz do portu nie dotarły żadne dostawy aż do końca 1942 roku. Od lutego do maja 1941 roku dostarczono do Afryki zaledwie 46 000 ton zaopatrzenia. Ataki samolotów z Malty miały pewien wpływ na sytuację, ale w maju, najgorszym miesiącu pod względem strat wśród statków, dotarło 91 procent zaplanowanych dostaw. Brak transportu drogowego w Libii spowodował, że niemieckie dostawy pozostały w Trypolisie, a Włosi mieli tylko 7000 ciężarówek, aby przetransportować zaopatrzenie dla 225 000 ludzi. Rekordowa ilość dostaw dotarła w czerwcu, lecz na froncie niedobory się pogłębiły
Od czerwca było mniej ataków Osi na Maltę, a Brytyjczycy zwiększyli odsetek zatopionych statków z 19 procent w lipcu do 25 procent we wrześniu. Wtedy też zbombardowano Bengazi, statki skierowano do Trypolisu, a dostawy lotnicze w październiku niewiele zmieniły. Dostawy wynosiły średnio 73 000 ton miesięcznie od lipca do października, ale zużycie od 30 do 50 procent dostaw paliwa przez transport drogowy i 35 procent niesprawnych ciężarówek zmniejszyło dostawy na front. W listopadzie, podczas operacji Crusader, zatopiono konwój złożony z pięciu statków, a ataki powietrzne na konwoje drogowe uniemożliwiły podróże w ciągu dnia. Brak dostaw i ofensywa 8 Armii zmusiły wojska Osi do wycofania się do El Agheila 4 grudnia, co zatłoczyła Via Balbia, gdzie brytyjskie zasadzki zniszczyły około połowy pozostałego transportu drogowego Osi.
Konwoje do Trypolisu zostały wznowione, a straty statków wzrosły, lecz do 16 grudnia sytuacja zaopatrzeniowa poprawiła się, z wyjątkiem niedoboru paliwa. W grudniu możliwości Luftwaffe zostały ograniczone do jednego lotu bojowego na maszynę dziennie. Francja Vichy sprzedała 3700 ton paliwa, na Morze Śródziemne zostały wysłane U-Booty, a posiłki powietrzne z frontu wschodniego wysłano w grudniu. Regia Marina używała okrętów wojennych do transportu paliwa do Derny i Bengazi, podejmując maksymalny wysiłek w dniach 16–17 grudnia. Cztery pancerniki, trzy lekkie krążowniki i 20 niszczycieli eskortowało cztery statki transportowe płynące do Libii. Bizerta w Tunezji była brana pod uwagę jako port przeładunkowy, ale znajdowała się w zasięgu samolotów RAF-u z Malty i kolejne 800 km na zachód od Trypolisu.

### Oblężenie Tobruku
Ogromne znaczenie Tobruku jako portu i problemy zaopatrzeniowe Osi w Afryce sprawiły, że Oberkommando der Wehrmacht (OKW) i Comando Supremo domagały się jego zdobycia, podczas gdy Winston Churchill i brytyjski War cabinet żądali, aby gen. Archibald Wavell za wszelką cenę zapobiegł jego utracie. Garnizon Tobruku, głównie 9 Dywizja Australijska, odparł pierwszy atak wojsk Osi w maju 1941 roku, a oblężenie przerodziło się w aktywną obronę Australijczyków, którzy patrolowali okoliczny teren przez większość nocy, rozpoznając, atakując i urządzając zasadzki na wroga, w efekcie zyskując panowanie nad ziemią niczyją. Większe wypady wymagały posiłków z Egiptu, których nie było, lecz 20 Australijska Brygada Piechoty umocniła pozycje Australijczyków w występie Ras el Medauar. 24 Australijska Brygada Piechoty przeprowadziła nieudany atak na ramiona tego występu, po czym garnizon powrócił do aktywnej obrony.

### Plan 8 Armii

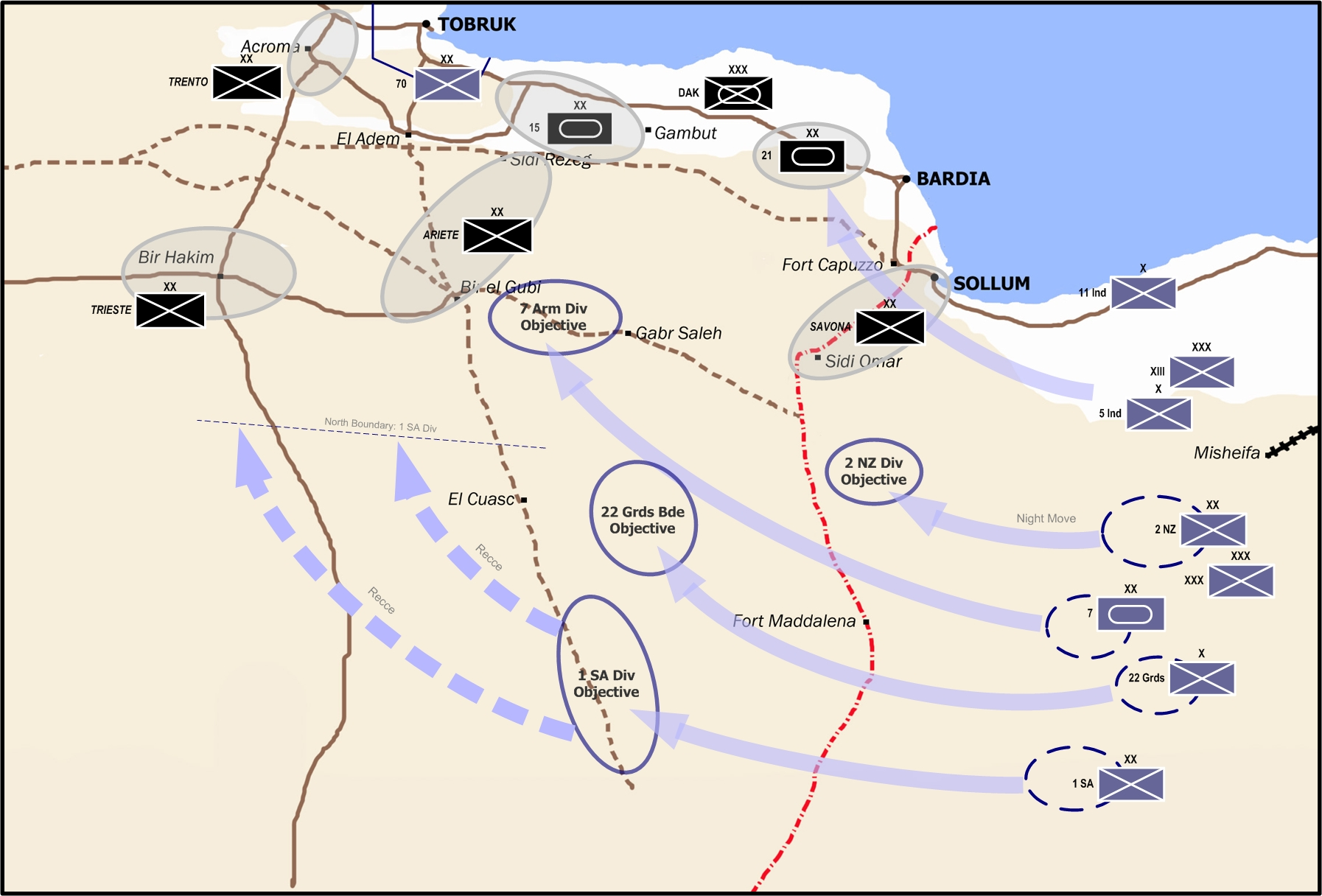
Brytyjski plan operacji Crusader

Afrika Korps miał zostać zaatakowany przez 7 Dywizję Pancerną, podczas gdy Dywizja Południowoafrykańska osłaniała jego lewe skrzydło. XIII Korpus i 4 Brygada Pancerna (oddzielona od 7 Dywizji Pancernej) miały wykonać atak flankujący zgodnie z ruchem wskazówek zegara na zachód od Sidi Omar. Aby zagrozić tyłom obrony Osi na wschód od Sidi Omar do wybrzeża w Halfaya. Po zniszczeniu sił pancernych Osi przez 7 Dywizję Pancerną, XIII Korpus miał ruszyć na północ do Bardiji.
XXX Korpus miał kontynuować marsz na północny zachód do Tobruku, aby spotkać się z wyłomem 70 Dywizji Piechoty. Istniał również plan dezinformacji, aby przekonać dowódców Osi, że główny atak aliantów nie będzie przygotowany przed początkiem grudnia i będzie to manewr oskrzydlający przez Jarabub, oazę na skraju Wielkiego Morza Piasku, ponad 240 km na południe od prawdziwego celu ataku. Okazało się to tak skuteczne, że Rommel, nie chąć uwierzyć w nieuchronność ataku, był nieobecny w Afryce, gdy ten się rozpoczął.

## Bitwa

### Pierwsza faza

#### 18 listopada

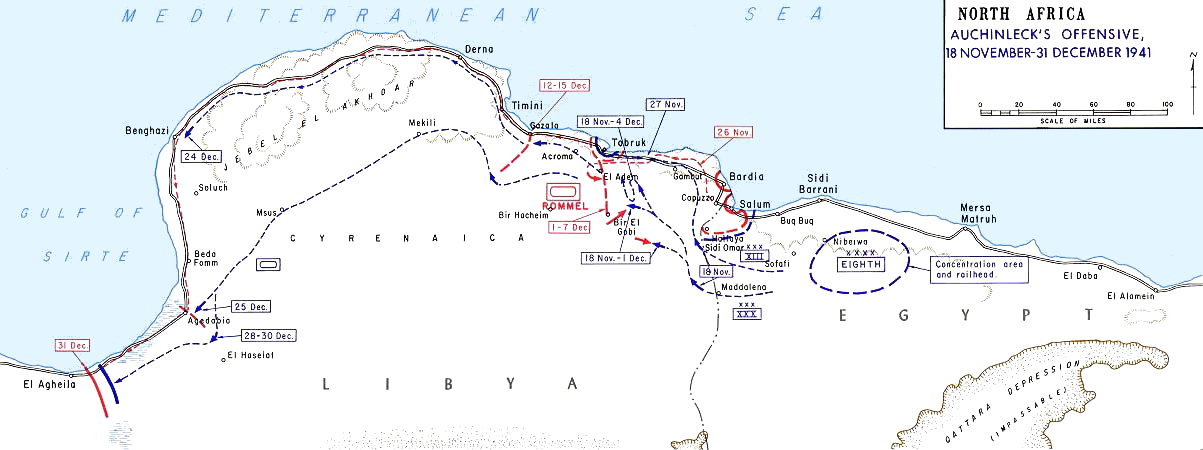
Mapa pokazująca obszar operacji Crusader, listopad – grudzień 1941

Przed świtem 18 listopada 8 Armia ruszyła na zachód od Mersa Matruh, przekroczyła granicę libijską w pobliżu Fortu Maddalena, około 80 km na południe od Sidi Omar, a następnie skręciła na północny zachód. Burze w noc poprzedzającą ofensywę uziemiły samoloty obu stron. 7 Brygada Pancerna 7 Dywizji Pancernej ruszyła na północny zachód w kierunku Tobruku z 22 Brygadą Pancerną przemieszczającą się na zachodzie. XIII Korpus z 2 Dywizją Nowozelandzką ruszył z 4 Brygadą Pancerną po lewej stronie i 7 Indyjską Brygadą Piechoty 4 Dywizji Indyjskiej po prawej stronie w Sidi Omar.

### Akcja w Bir el Gubi

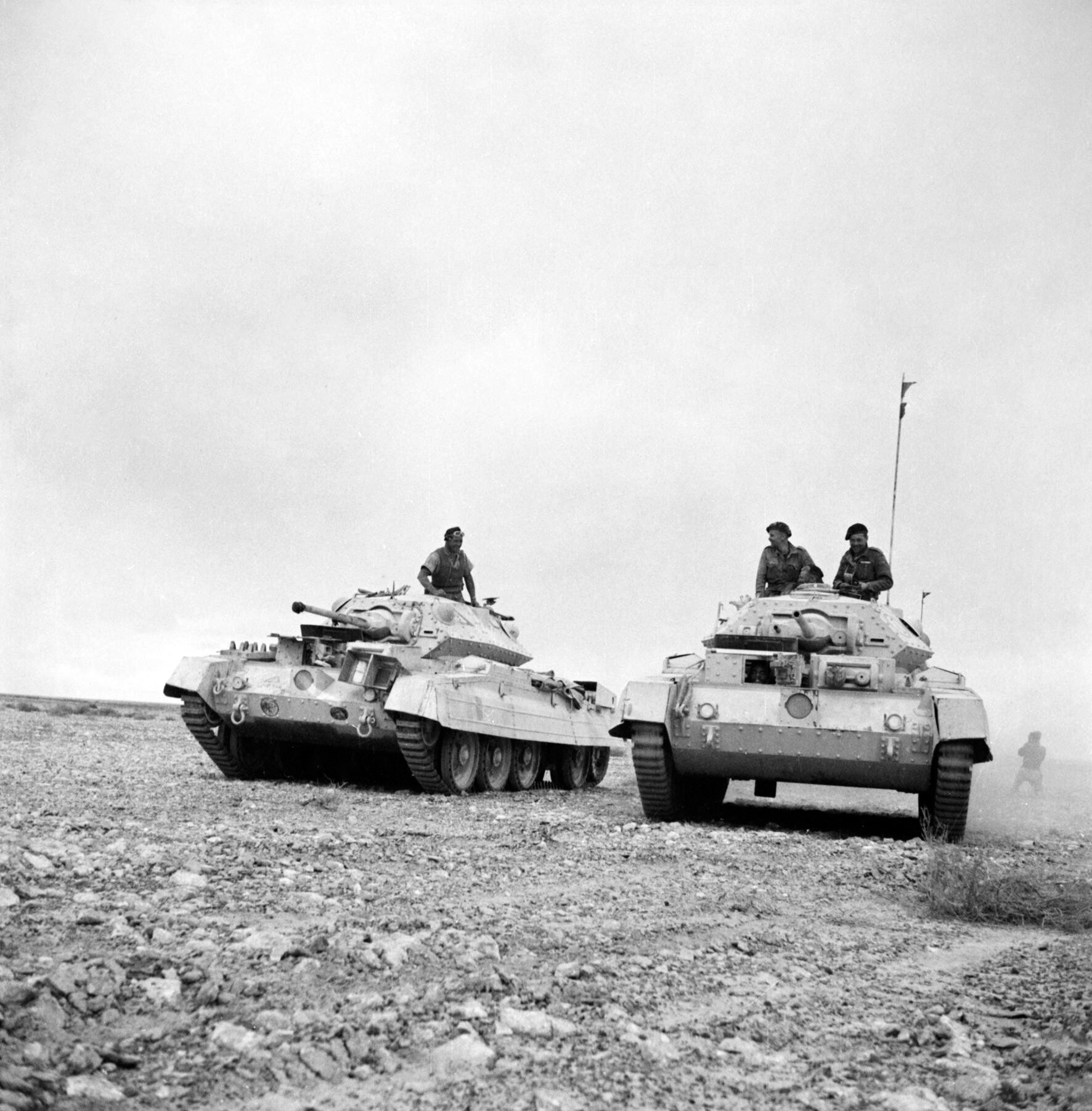
Czołgi Crusader na Pustyni Libijskiej, 26 listopada 1941

19 listopada 22 Brygada Pancerna zaatakowała włoską Dywizję „Ariete” w Bir el Gubi, lecz wycofała się po tym, jak 25 jej nowych czołgów Crusader zostało zniszczonych, podczas gdy Włosi stracili 34 czołgi. 7 Brygada Pancerna i Grupa Wsparcia przedostały się na lotnisko w Sidi Rezegh, zdobyły 19 samolotów i zagroziły tyłom niemieckiej 90 Dywizji Lekkiej. Po niepowodzeniu kontrataku 90 Dywizji i Dywizji „Bologna”, dywizja okopała się zwrócona czołem na południe. Grupa bojowa 21 Dywizji Pancernej ruszyła do Gabr Saleh i zniszczyła 23 czołgi Stuart z 4 Brygady Pancernej, tracąc trzy własne do zapadnięcia zmroku. Przyłączając 4 Brygadę Pancerną do XIII Korpusu, pozwalając 22 Brygadzie Pancernej ugrzęznąć w walce z Dywizją „Ariete” i pozwalając 7 Brygadzie Pancernej na marsz w kierunku Tobruku, Cunningham rozproszył brytyjskie czołgi, zanim te spotkały się z głównymi siłami pancernymi Osi.
20 listopada niemiecka 15 Dywizja Pancerna otrzymała rozkaz udania się do Sidi Aziz, a stamtąd w kierunku Fortu Capuzzo, podczas gdy 21 Dywizja Pancerna miała ruszyć na północ od Trigh el Abd na Sidi Omar. Napotkały jednak tylko brytyjskie jednostki rozpoznawcze, a następnie 21 Dywizja Pancerna utknęła z powodu braku paliwa i amunicji. Gen. Ludwig Crüwell odkrył, że brytyjskie czołgi poruszają się na zachód wzdłuż Trigh el Abd. Po południu 15 Dywizja Pancerna zaatakowała 4 Brygadę Pancerną w pobliżu Gabr Saleh i zadała jej kolejne straty w czołgach, unieszkodliwiając 10 pojazdów, czym zredukowała ją do mniej niż dwóch trzecich jej pierwotnej liczebności 164 czołgów i zmusiła brygadę do kolejnego wycofania się. 22 Brygada Pancerna otrzymała rozkaz oderwania się od Dywizji „Ariete” i ruszenia na wschód, aby wesprzeć 4 Brygadę Pancerną. 1 Dywizja Południowoafrykańska miała przejąć odcinek walki z Dywizją „Ariete”, a 4 Brygada Pancerna została zwolniona z roli osłony flanki XIII Korpusu. 22 Brygada Pancerna przybyła zbyt późno, aby wesprzeć 4 Brygadę Pancerną. W nocy z 20 na 21 listopada gen. Erwin Rommel wydał niemieckim czołgom rozkaz ataku na północny zachód na Sidi Rezegh.

#### Tobruk

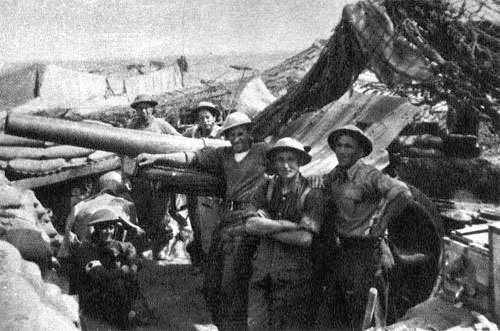
Czechosłowacki 11. batalion piechoty broniący Tobruku

70 Dywizja Piechoty miała wyrwać się z Tobruku 21 listopada i odciąć Niemców od południowego wschodu. Poprzedniej nocy żołnierze garnizonu przecięli drut kolczasty, rozmieścili i oznaczyli pola minowe oraz postawili cztery mosty nad rowem przeciwpancernym. Wieczorem 20 listopada elementy 14 Brygady Piechoty (2. batalion Black Watch 2 Pułku Queen's), 16 Brygada Piechoty (2 Pułku King's Own), 32 Armijna Brygada Pancerna (1/4. i 7 Królewski Pułk Pancerny), 1., 104. i 107 Pułk Royal Horse Artillery i 144 Pułk Polowy Royal Artillery, z oddziałami 2. i 54. kompanii polowej Royal Engineers i kilkoma samochodami pancernymi (do stawiania min, każdy z saperem) ruszyły naprzód.
Polska Samodzielna Brygada Strzelców Karpackich tuż przed świtem miała przeprowadzić dywersję przeciwko Dywizji „Pavia”. Dywizje „Bologna”, „Brescia” i „Pavia” na obrzeżach Tobruku miały otrzymać 40 000 pocisków ze 100 dział. 7 Brygada Pancerna i 7 Grupa Wsparcia miały ruszyć z Sidi Rezegh i zdobyć część grzbietu nad Trigh Capuzzo, następnie 6 Królewski Pułk Pancerny miał ruszyć i dołączyć do sił, które dokonały przełamania w Ed Duda. 7 Grupa Wsparcia składała się z 1. batalionu Pułku King's Royal Rifle Corps, 2. batalionu Brygady Strzelców 3 Pułku Polowego Royal Artillery (przeciwpancernego), 60 Pułku Polowego Royal Artillery i baterii 51 Pułku Polowego Royal Artillery.

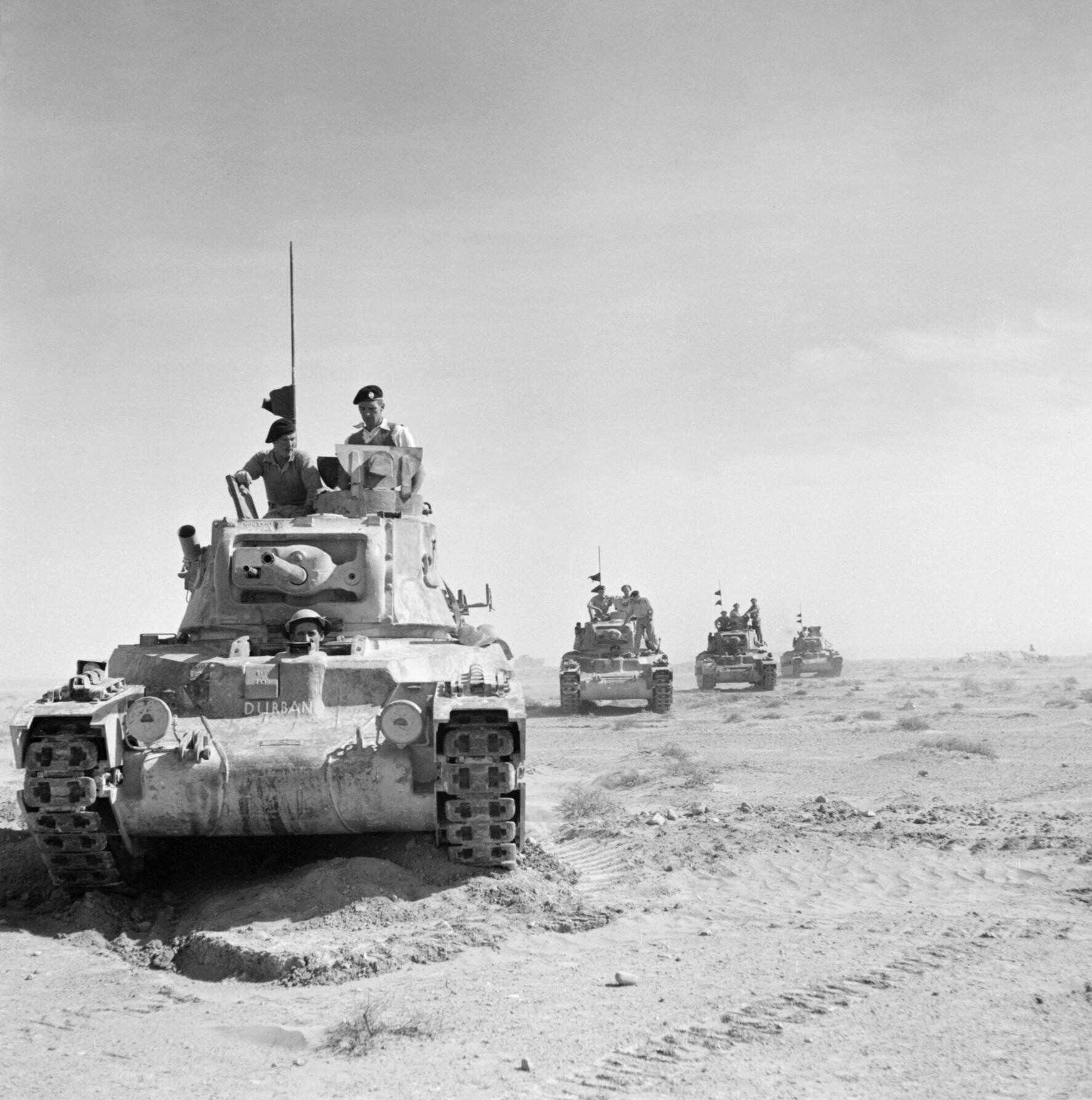
Czołgi Matilda w ruchu poza Tobrukiem, 18 listopada 1941

Siły, które miały przebić się z Tobruku, zaatakowały z 2 Korpusem Królewskim na prawym skrzydle, 2 Pułkiem Black Watch w centrum i 2 Pułkiem King's Own na lewym skrzydle, aby zdobyć punkty oporu prowadzące do Ed Duda. Włosi zostali oszołomieni potężnym ostrzałem atakujących, a kompania dywizji „Pavia” została wyparta w ciemności, lecz Dywizja „Bologna” odzyskała siły. Do południa siły atakujące z Tobruku posunęły się o około 5,6 km w kierunku Ed Duda główną drogą zaopatrzeniową, po czym zatrzymały się, ponieważ stało się jasne, że 7 Dywizja Pancerna nie da rady się z nimi połączyć.
Centralny atak Black Watch przybrał postać szarży pod zmasowanym ostrzałem karabinów maszynowych na umocnione punkty oporu, aż atakujący dotarli do punktu oporu Tiger. Black Watch stracili około 200 ludzi, w tym swojego dowódcę. Brytyjczycy naciskali dalej, lecz atak wygasł, ponieważ piechota nie mogła przejąć pozycji obronnych Dywizji „Bologna” wokół silnie umocnionego punktu Tugun.
21 listopada doszło do kosztownej akcji części niemieckiego 155 Pułku Piechoty, Grupy Artylerii Bottchera, 5 Pułku Pancernego oraz 4., 7. i 22 Brygady Pancernej o przejęcie Sidi Rezegh i wzniesienia zajmowanego przez Dywizję „Bologna”. 22 listopada Scobie nakazał skonsolidowanie pozycji i poszerzenie korytarza w nadziei, że 8 Armia się z nimi połączy. 2 Pułk York and Lancaster ze wsparciem czołgów zajął umocniony punkt Tiger i pozostawił lukę o długości 6400 m między korytarzem a Ed Duda, lecz ataki na umocnione punkty Tugun i Dalby Square nie powiodły się. Obrońcy umocnionego punktu Tugun zredukowali siły jednej z atakujących brytyjskich kompanii do 33 żołnierzy.

### Druga faza

#### Sidi Rezegh

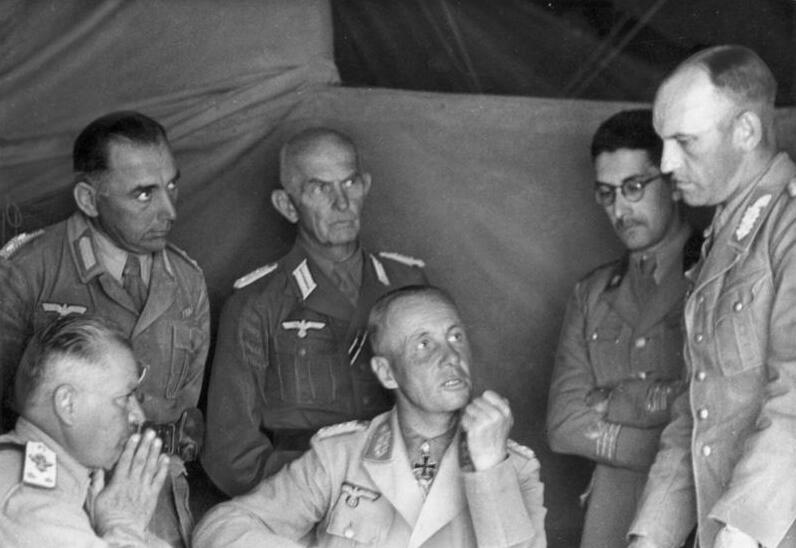
Rommel konsultuje się z płk. Diesenerem i gen. Navarinim na początku operacji Crusader

23 listopada 70 Dywizja Piechoty w Tobruku zaatakowała 25 Dywizję Piechoty „Bologna”, aby dotrzeć do Sidi Rezegh. Elementy Dywizji „Pavia” przybyły i powstrzymały atak. 26 listopada Brytyjczycy zaatakowali grzbiet Ed Duda i wczesnym rankiem 27 listopada połączyli się z niewielkim oddziałem Nowozelandczyków. 7 Dywizja Pancerna zaplanowała atak na północ w kierunku Tobruku, który miał rozpocząć się o 8:30 rano 21 listopada, ale o 7:45 patrole zgłosiły obecność czołgów wroga na południowym wschodzie. 7 Pułk Huzarów i 2 Królewski Pułk Pancerny stanęły im czoła, a cztery kompanie piechoty z działami Grupy Wsparcia zaatakowały na północy, spodziewając się posiłków z 5 Południowoafrykańskiej Brygady Piechoty. Brygada ta została odłączona od 1 Południowoafrykańskiej Dywizji w Bir el Gubi, która walczyła z Dywizją „Ariete”.
Atak Grupy Wsparcia nie powiódł się i o zmroku do 7 Brygady Pancernej dołączyła Grupa Wsparcia oraz resztki 6 Królewskiego Pułku Pancernego, aby utrzymać zajmowane pozycję, pozostało jej tylko 28 sprawnych czołgów. Brygada południowoafrykańska została okopana na południowy wschód od Bir el Haiad, ale pomiędzy nią a Sidi Rezegh znajdowały się wrogie czołgi. O zmierzchu 21 listopada 4 Brygada Pancerna znajdowała się 13 km na południowy wschód od Sidi Rezegh, a 22 Brygada Pancerna walczyła z niemieckimi czołgami w Bir el Haiad, 19 km na południowy zachód od Sidi Rezegh. Od północy 70 Dywizja Piechoty napotkała niemieckie i włoskie wojska zwrócone na północ i zachód. Pozostałe siły Osi zwrócone były na południe. Część 7 Grupy Wsparcia znajdowała się na północ od lotniska w Sidi Rezegh, a reszta z 7 Brygadą Pancerną zwrócona była na południe przeciwko większości Afrika Korps nacierającej na północ, którą ścigały 4. i 22 Brygada Pancerna z południa. Rommel ponownie podzielił swoje siły: 21 Dywizja Pancerna przeszła do defensywy z Dywizją „Afrika” pomiędzy Sidi Rezegh a Tobrukiem, podczas gdy 15 Dywizja Pancerna przesunęła się 24 km na wschód do Gambut, gotowa do bitwy manewrowej, która według gen. Crüwella miała sprzyjać Afrika Korps; 21 Dywizja Pancerna otrzymała rozkaz udania się do Belhamed.

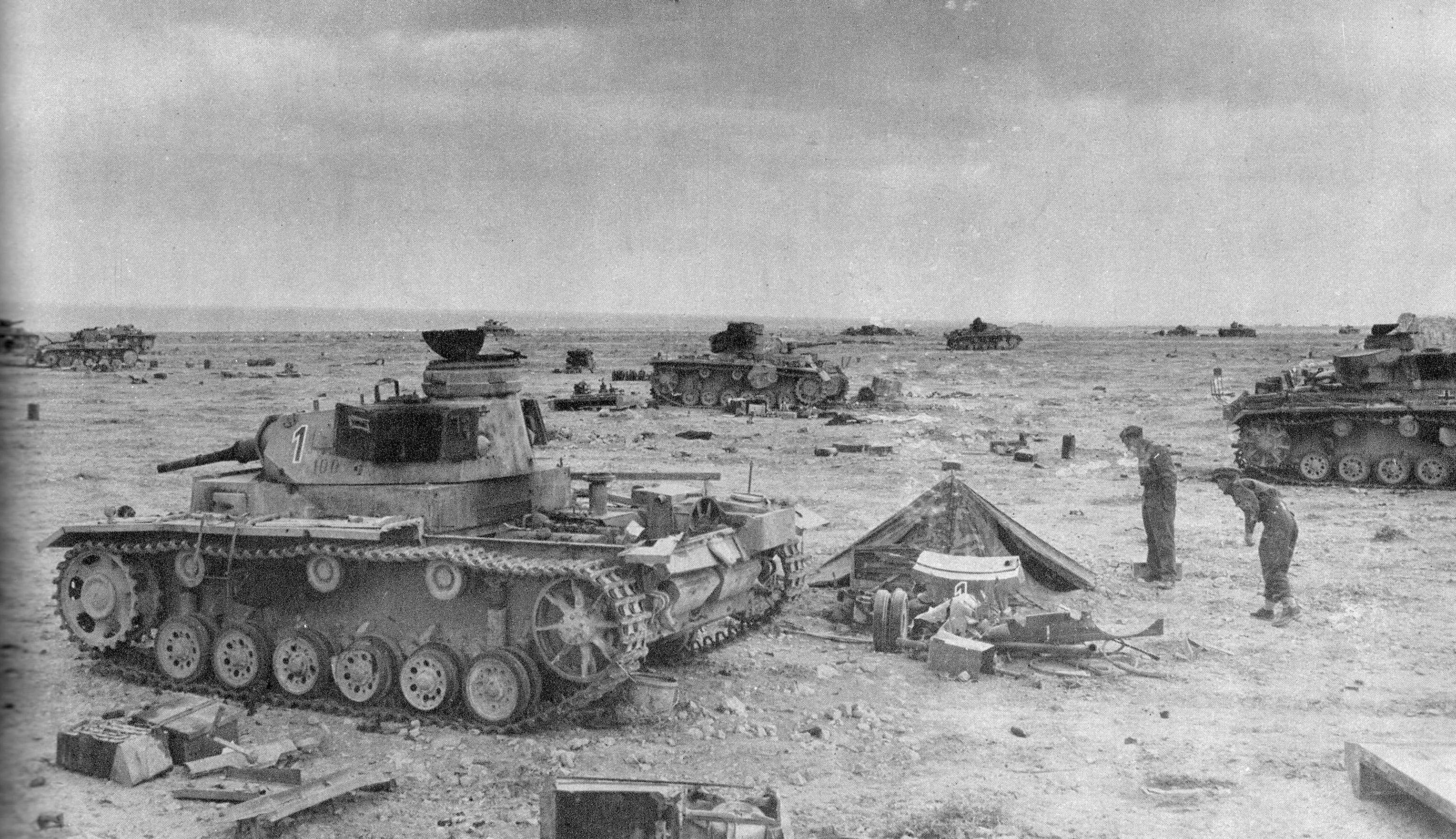
Następstwa bitwy pod Sidi Rezegh – zniszczone czołgi Panzer III

22 listopada, gdy 7 Dywizja Pancerna miała już tylko 209 czołgów, Norrie postanowił czekać. Wczesnym popołudniem 21 Dywizja Pancerna zaatakowała Sidi Rezegh i zdobyła lotnisko. Pomimo mniejszej liczby czołgów, niemiecka taktyka współpracy wszystkich rodzajów broni umożliwiła wyeliminowanie pięćdziesięciu czołgów (głównie z 22 Brygady Pancernej) i odepchnięcia 7 Dywizji Pancernej. Walki w Sidi Rezegh trwały do 22 listopada, kiedy to 5 Brygada Południowoafrykańska walczyła na południe od lotniska, atakując na północ, co zakończyło się porażką. 7 Brygada Pancerna wycofała się, a tylko cztery z jej 150 czołgów pozostały sprawne. W ciągu czterech dni 8 Armia straciła 530 czołgów, podczas gdy siły Osi ok. 100.

#### Granica
22 listopada na granicy libijsko-egipskiej XIII Korpus wysłał swoją 5 Nowozelandzką Brygadę Piechoty na północny wschód, aby zdobyć Fort Capuzzo przy głównej drodze Sollum – Bardija. Brygada zaatakowała Bir Ghirba, na południe od Fortu Capuzzo, gdzie mieściło się dowództwo Dywizji Savona, ale została odparta. Na południu dwa bataliony 42 Królewskiego Pułku Pancernego i elementy 44 Królewskiego Pułku Pancernego zdobyły Sidi Omar i większość punktów umocnionych w tej okolicy, najbardziej wysuniętych na zachód fortyfikacji granicznych Osi, za cenę utratę 37 czołgów, w większości Matild, na skutek min i ognia dział przeciwpancernych. Straty w czołgach spowodowały opóźnienie ataków na inne punkty oporu do czasu przybycia uzupełnień. 23 listopada 5 Nowozelandzka Brygada Piechoty kontynuowała swój marsz na południowy wschód, główną drogą z Fortu Capuzzo w kierunku Sollum i odcięła pozycje Osi od Sidi Omar do Sollum i od Halfaya od Bardii oraz jej szlaku zaopatrzeniowego. Cunningham zdecydował, że główna bitwa w Tobruku wymaga większej liczby piechoty i nakazał XIII Korpusowi wysłanie 2 Dywizji Nowozelandzkiej na zachód, pozostawiając zbyt słabe siły do naprzeciwko pozycji Osi w Bardiji i Capuzzo; XXX Korpus miał kontynuować atakowanie sił pancernych Osi i wspierać Dywizję Nowozelandzką, gdyby ta napotkała czołgi wroga.
Ani kwatera główna 8 Armii, ani dowództwo 7 Dywizji Pancernej nie znały prawdziwego stanu swoich jednostek pancernych do 23 listopada; poważnie zubożona 7 Brygada Pancerna otrzymała rozkaz utrzymania kontroli nad Sidi Rezegh. 7 Indyjska Brygada Piechoty miała kontynuować atak na Libijczyka Omara, a 5 Nowozelandzka Brygada Piechoty miała zająć koszary Sollum; reszta 2 Nowozelandzkiej Dywizji miała skierować się na zachód w stronę Tobruku. 4 Nowozelandzka Brygada Piechoty zajęła Gambut, a 6 Nowozelandzka Grupa Brygady Piechoty na lewym skrzydle w Bir el Hariga ruszyła na północny zachód wzdłuż Trigh Capuzzo (Capuzzo – El Adem). Brygada dotarła do Bir el Chleta, około 24 km na wschód od Sidi Rezegh o świcie 23 listopada. Nowozelandczycy natknęli się na kwaterę główną Afrika Korps i pojmali większość jej personelu (Crüwell był nieobecny), a zaopatrzenie nie dotarło tego dnia do żadnej z niemieckich dywizji pancernych. Tego samego dnia 4 Nowozelandzka Brygada Piechoty została wysłana na północ od 6 Nowozelandzkiej Brygady Piechoty, aby wywrzeć presję na Tobruk, podczas gdy 5 Nowozelandzka Brygada Piechoty osłaniała Bardiję i pozycje na trasie Sollum – Halfaya.

#### Totensonntag

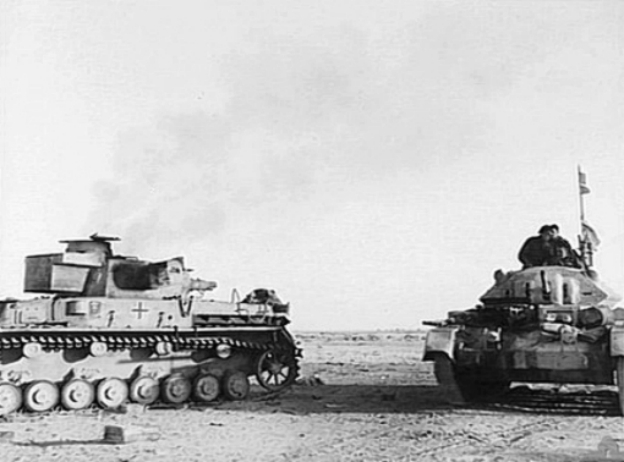
Brytyjski czołg Crusader mija porzucony niemiecki Panzer IV Ausf.A, 24 listopada 1941

23 listopada, w Totensonntag (święto zmarłych w krajach niemieckojęzycznych), 15 Dywizja Pancerna ruszyła na południe i natknęła się na pozycje 7 Grupy Wsparcia, która była zwrócona na północny zachód i była równie zaskoczona. Czołgi pancerne skręciły na zachód i napotkały 5 Brygadę Południowoafrykańską w pobliżu Sidi Rezegh. Neumann-Silkow chciał wykorzystać sytuację, ale Crüwell nacierał na południe w kierunku Dywizji „Ariete” i natknął się na 1 Brygadę Południowoafrykańską, która przemieszczała się, aby wzmocnić 5 Brygadę Południowoafrykańską, która zboczyła, aby uciec przed niemieckimi czołgami. O godzinie 15:00 15 Dywizja Pancerna zaatakowała 5 Brygadę Południowoafrykańską, ale Południowoafrykańczycy okopali się na obszarze 7 km × 10 km 100 działami i wieloma działami przeciwpancernymi. 5 Pułk Pancerny dogonił swoją dywizję i zaatakował na prawym skrzydle z 8 Pułkiem Pancernym w centrum. Dywizja „Ariete” miała zaatakować z lewej strony, a pojazdy transportujące piechotę podążały za czołgami.
Piechota 21 Dywizji Pancernej dołączyła do ataku po godzinie, nacierając z północy. Atak Dywizji „Ariete” został powstrzymany, gdy została zaatakowana z flanki przez 22 Brygadę Pancerną, a 5 Pułk Pancerny został skierowany na północny wschód, aby stawić czoła nowozelandzkim jednostkom, które właśnie tam przybyły. Atak Osi wyparł 5 Brygadę Południowoafrykańską, a 22 Brygada Pancerna straciła około jedenastu z 43 pozostałych jej czołgów; Afrika Korps stracił 72 ze swoich 162 czołgów. Wielu oficerów i podoficerów zostało rannych. Taktyczne zwycięstwo było zbyt kosztowne dla Niemców; nie wykorzystali efektu zaskoczenia do połączenia się z Włochami, a ich straty w czołgach były nie do odrobienia i miały poważny wpływ na dalsze operacje. Comando Supremo w Rzymie zgodziło się oddać XX Korpus Mobilny, w tym Dywizję Pancerną „Ariete” i Dywizję Zmotoryzowaną „Trieste”, pod dowództwo Rommla.
Dalej, rano 6 Nowozelandzka Brygada Piechoty wzięła do niewoli znaczną część sztabu Afrika Korps i większość jego jednostek radiowych na Trigh Capuzzo. Nowozelandczycy kontynuowali natarcie i zdobyli grzbiet w Punkcie 175, po pokonaniu Afrika Regiment 361. 4 Nowozelandzka Brygada Piechoty zajęła Gambut, 5 Nowozelandzka Brygada Piechoty zdobyła górne Sollum, a 7 Indyjska Brygada Piechoty zajęła włoskie pozycje w pobliżu Sidi Omar. Cunningham był zaniepokojony rozmiarem strat w brytyjskich czołgach – XXX Korpus donosił, że zostało ich 44 w porównaniu do 120 sprawnych czołgów Osi. Rano 23 listopada, przed zniszczeniem 5 Południowoafrykańskiej Brygady Piechoty, Cunningham poprosił gen. Claude’a Auchinlecka o spotkanie w kwaterze głównej 8 Armii, aby zdecydować, czy kontynuować operację Crusader. Przybywszy tego wieczoru Auchinleck bez ogródek nalegał, aby Cunningham kontynuował operację, niezależnie od strat.

#### Wyścig do granicy
Pod koniec dnia 23 listopada Rommel postanowił dobić 7 Dywizję Pancerną i ruszyć w kierunku Sidi Omar, aby odciążyć garnizony graniczne. Rano 24 listopada Rommel objął dowództwo nad Afrika Korps i Dywizją „Ariete”, aby zniszczyć resztki sił brytyjskich i zablokować drogi odwrotu do Egiptu i powrócić wieczorem lub najpóźniej następnego ranka. Niemieckie oraz włoskie czołgi rozproszyły wiele jednostek wsparcia tylnego szczebla na swojej drodze, rozdzieliły XXX Korpus i prawie odcięły XIII Korpus. 25 listopada 15 Dywizja Pancerna wyruszyła na północny wschód w kierunku Sidi Azeiz, zastała ten obszar pustym i była stale atakowana przez samoloty RAF-u. Na południe od granicy 5 Pułk Pancerny 5 21 Dywizji Pancernej zaatakował 7 Brygadę Indyjską w Sidi Omar, ale został odparty przez 1 Pułk Polowy RA strzelający ponad otwartymi celownikami. Drugi atak pozostawił 5 Pułk Pancerny z niewielką liczbą sprawnych czołgów. Reszta 21 Dywizji Pancernej skierowała się na północny wschód, na południe od granicy, do Halfaya.
Wieczorem 25 listopada 15 Dywizja Pancerna znajdowała się na zachód od Sidi Azeiz (gdzie stacjonowało dowództwo 5 Brygady Nowozelandzkiej) i dysponowała już tylko 53 czołgami, prawie całą pozostałą siłę pancerną Afrika Korps. Kolumna wojsk Osi miała tylko wątłe połączenie ze swoimi składowiskami zaopatrzenia na wybrzeżu pomiędzy Bardiją a Tobrukiem, a konwoje zaopatrzeniowe musiały znaleźć przejście obok 4. i 6 Nowozelandzkiej Brygady Piechoty. 26 listopada 15 Dywizja Pancerna ominęła Sidi Azeiz, skierowała się do Bardiji po zaopatrzenie i przybyła około południa. Pozostałości 21 Dywizji Pancernej zaatakowały na północny zachód od Halfaya w kierunku Capuzzo i Bardiji. Dywizja „Ariete”, zbliżając się do Bir Ghirba od zachodu 24 km na północny wschód od Sidi Omar, otrzymała rozkaz przejścia w kierunku Fortu Capuzzo, aby pokonać wszelki opór na swojej drodze i połączyć się z 21 Dywizją Pancerną. Włosi mieli być wspierani przez wyczerpany 115 Pułk Piechoty z 15 Dywizji Pancernej, który miał posuwać się naprzód z pewną ilością artylerii, na południowy wschód od Bardiji w kierunku Fortu Capuzzo.
Dwa bataliony 5 Nowozelandzkiej Brygady Piechoty, między Fortem Capuzzo a koszarami Sollum, zostały zaatakowane przez połączone elementy 15 Dywizji Pancernej i 21 Dywizji Pancernej o zmierzchu 26 listopada. W nocy 115 Pułk Piechoty zbliżył się na odległość 730 m do Capuzzo. Wczesnym rankiem 27 listopada Rommel spotkał się z dowódcami dywizji pancernych w Bardiji. Afrika Korps musiał wrócić na front w Tobruku, gdzie 70 Dywizja Piechoty i 2 Dywizja Nowozelandzka przejęły inicjatywę. 25 listopada w sektorze Dywizji „Trento” 2. batalion Pułku Queens Royal zaatakował silnie umocniony Punkt Bondi, ale został odparty. Garnizon Tugun, zredukowany do połowy sił, wyczerpany i z niedoborem amunicji, żywności oraz wody poddał się wieczorem 25 listopada po tym, jak poprzedniej nocy odparł ostatni atak Brytyjczyków
Podczas gdy Grupa Böttchera powstrzymała ataki brytyjskich czołgów w sektorze Dywizji „Bologna”, batalion Bersaglieri z Dywizji „Trieste” przeprowadził kontratak na wyłom Brytyjczyków z Tobruku. Później gen. płk Fritz Bayerlein napisał:

25 listopada ciężkie walki rozgorzały ponownie w Tobruku, gdzie nasze siły obronne zostały złapane w kleszcze, jedno ramię nadchodziło z południowego wschodu, a drugie z samej twierdzy. Zbierając wszystkie siły, Grupa Boettchera zdołała odeprzeć większość tych ataków, a jedyną penetrację wroga zatrzymał włoski kontratak

Rommel nakazał 21 Dywizji Pancernej powrót do Tobruku, a 15 Dywizja Pancerna miała zaatakować siły, które oblegały pozycje graniczne między Fortem Capuzzo i Sidi Omar. 15 Dywizja Pancerna musiała najpierw zdobyć Sidi Azeiz, aby zrobić miejsce na ten manewr. Gen. Walter Neumann-Silkow uznał, że plan ma niewielkie szanse powodzenia i postanowił ruszyć do Sidi Azeiz, gdzie, jak sądził, znajdował się brytyjski skład zaopatrzenia, zanim udał się do Tobruku.
Obrona dowództwa 5 Nowozelandzkiej Brygady Piechoty w Sidi Azeiz spoczęłą na barkach kompanii 22. batalionu piechoty i samochody pancerne nowozelandzkiego Pułku Kawalerii Dywizyjnej, z kilkoma jednostkami artylerii polowej, przeciwpancernymi, przeciwlotniczymi i karabinami maszynowymi. Nowozelandczycy zostali zaatakowani wcześnie rano 27 listopada. Niemcy wzięli 700 jeńców, ale nowozelandzkie samochody pancerne zdołały się wycofać. Rommel pogratulował brygadierowi Jamesowi Hargestowi zdecydowanej obrony Nowozelandczyków. 21 Dywizja Pancerna natknęła się na 22. batalion 5 Brygady Piechoty w Bir el Menastir, gdy ta zmierzała na zachód do Tobruku z Bardiji. Po wymianie ognia trwającej większość dnia została zmuszona do zmiany kierunku na południe przez Sidi Azeiz, co opóźniło jej powrót do Tobruku o dzień. Wczesnym popołudniem dowództwo 8 Armii dowiedziało się z przechwyconych połączeń radiowych, że obie dywizje Afrika Korps zmierzają na zachód do Tobruku, a po ich lewej stronie znajduje się Dywizja „Ariete”. Zuchwały manewr Afrika Korps nie powiódł się, ale zbliżył się na odległość 6,4 km do 50 Centrum Konserwacji Polowej, bazy zaopatrzeniowej XIII Korpusu.
Szybki atak Afrika Korps na południe stworzył poważne zagrożenie dla lewego skrzydła Dywizji Nowozelandzkiej, która nie była świadoma niebezpieczeństwa, ponieważ wieści o stratach 7 Dywizji Pancernej nie dotarły do XIII Korpusu, a straty niemieckich czołgów zostały znacznie przeszacowane. Dywizja nowozelandzka związała walką elementy dywizji „Afrika”, „Trieste”, „Bologna” i „Pavia”, posunęła się na zachód i odbiła lotnisko w Sidi Rezegh oraz pozycje wyjściowe na północy, które prowadziły do Tobruku. 70 Dywizja Piechoty wznowiła atak 26 listopada, a następnego dnia elementy połączone z nacierającymi Nowozelandczykami z 4 Brygady Nowozelandzkiej w Ed Duda na obrzeżach Tobruku. 6 Brygada Nowozelandzka oczyściła skarpę Sidi Rezegh w kosztownym dla obu stron starciu.

### Trzecia faza

#### 27 listopada

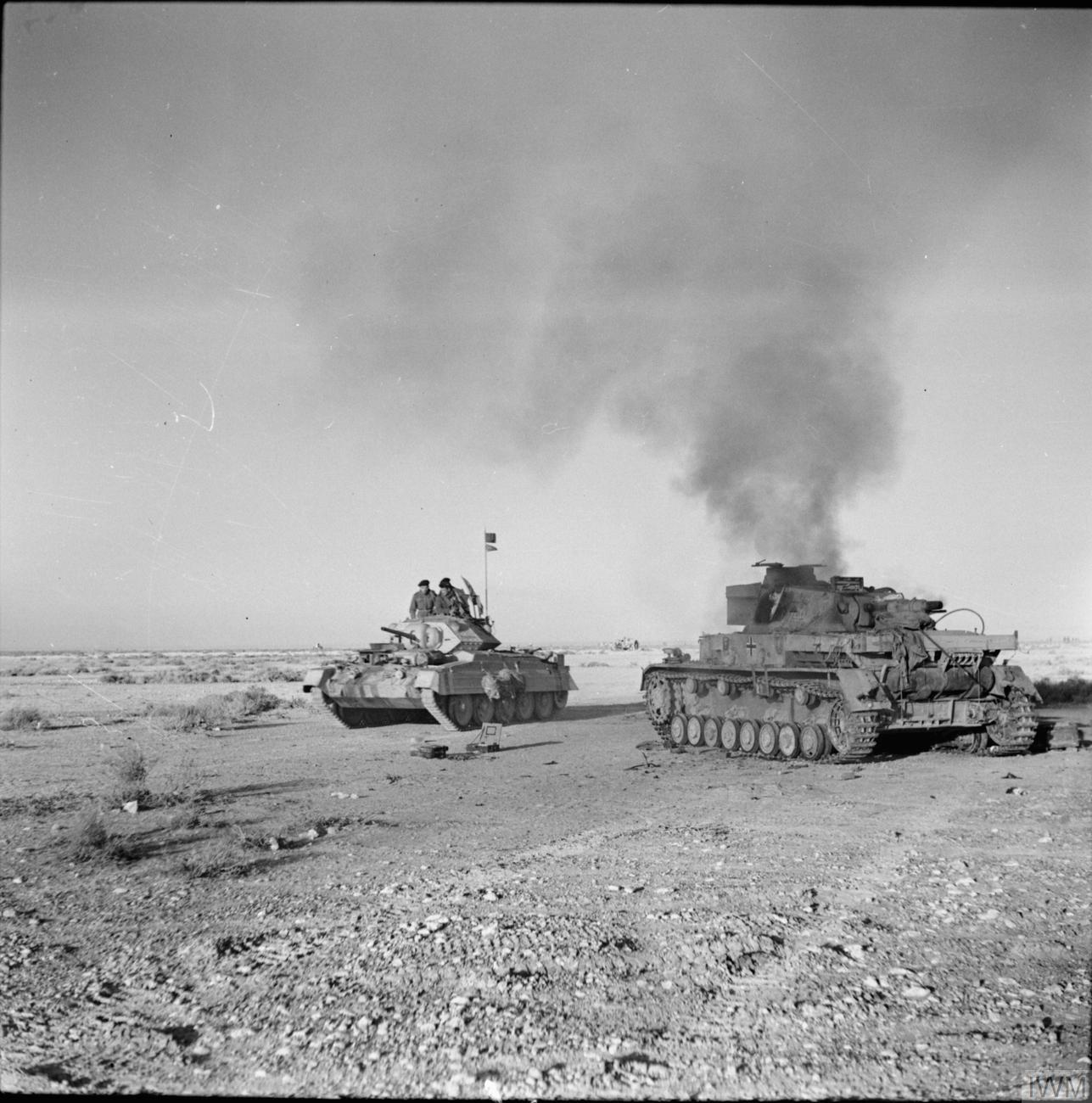
Crusader mija płonącego Panzer IV, 27 listopada 1941

W południe 27 listopada 15 Dywizja Pancerna dotarła do Bir el Chleta i spotkała się z 22 Brygadą Pancerną, która została zreorganizowana jako pułk złożony z mniej niż 50 czołgów. Po południu 22 Brygada Pancerna utrzymywała się na pozycjach, a 4 Brygada Pancerna z 70 czołgami dotarła na lewe skrzydło 15 Dywizji Pancernej, pokonując ponad 32 km na północny wschód i zaczynając nękać jej jednostki tyłowe. 15 Dywizja Pancerna również ponosiła straty z powodu bombardowań. Gdy zapadła noc, brytyjskie czołgi wycofały się, aby uzupełnić zapasy, z nieznanego powodu przesuwając się na południe, co pozostawiło otwartą drogę na zachód dla 15 Dywizji Pancernej. Dywizja nowozelandzka, zaangażowana w ciężkie walki na południowo-wschodnim krańcu wąskiego korytarza do Tobruku, stała się podatna na ataki Afrika Korps.
Do 27 listopada sytuacja 8 Armii poprawiła się, ponieważ XXX Korpus zreorganizował się po chaosie spowodowanym wyłomem, a dywizja nowozelandzka połączyła się z garnizonem w Tobruku. Auchinleck spędził trzy dni podczas wyłomu z Cunninghamem, który chciał zatrzymać ofensywę i wycofać się. Auchinleck przekazał Cunninghamowi dyrektywę 25 listopada przed powrotem do Kairu:

Będziesz zatem kontynuował nieustanne ataki na wroga, wykorzystując wszystkie swoje zasoby, nawet do ostatniego czołgu. Twoim ostatecznym celem pozostaje podbój Cyrenajki, a następnie marsz na Trypolis...

Po przybyciu do Kairu Auchinleck zwolnił Cunninghama i zastąpił jego dotychczasowym zastępcą szefa sztabu generalnego, generałem majorem Neilem Ritchim, awansując go na pełniącego obowiązki generała porucznika.

#### Korytarz do Tobruku

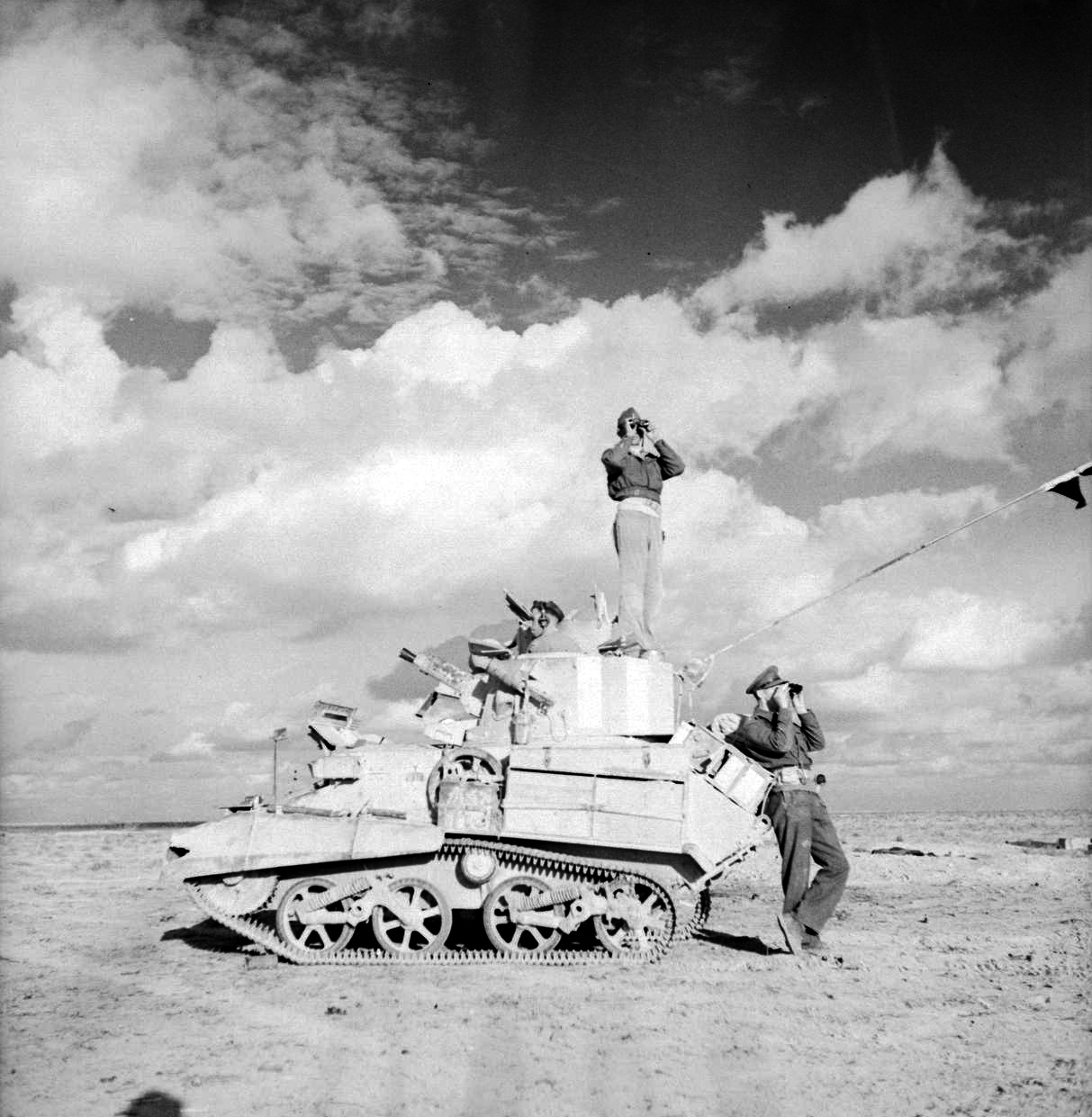
Załoga czołgu lekkiego Mk VIB na rozpoznaniu, 28 listopada 1941

Od 26 do 27 listopada 70 Dywizja Piechoty zabiła lub pojmała włoskich obrońców kilku betonowych bunkrów i dotarła do Ed Duda. 27 listopada 6 Nowozelandzka Brygada Piechoty zaatakowała batalion 9 Pułku Bersaglieri, okopała się wokół Grobowca Proroka i skutecznie użyła swoich karabinów maszynowych. 6 Nowozelandzka Brygada zdołała połączyć się z 32 Brygadą Pancerną w Ed Duda, tworząc mały przyczółek. Do 28 listopada Dywizja „Bologna” przegrupowała się w obszarach Bu Amud i Belhamed i rozlokowała się wzdłuż 13 km Via Balbia aż do obrzeży Tobruku. W nocy z 27 na 28 listopada Rommel chciał przeciąć korytarz do Tobruku i zniszczyć obrońców. Crüwell chciał najpierw wyeliminować czołgi 7 Dywizji Pancernej na południu. 15 Dywizja Pancerna spędziła większość dnia 28 listopada, walcząc z 4. i 22 Brygadą Pancerną i szukając własnego zaopatrzenia. Pomimo przytłoczenia liczebnego 1 do 2 w czołgach i chwilami unieruchomienia z powodu braku paliwa, 15 Dywizja Pancerna wypchnęła brytyjskie czołgi na południe, a następnie ruszyła na zachód.
28 listopada walki trwały wokół korytarza do Tobruku. Nie udało się skonsolidować połączenia 70 Dywizji Piechoty i 2 Dywizji Nowozelandzkiej, co utrudniało koordynację. Gdy dwa włoskie bataliony zmotoryzowane Bersaglieri, wyposażone w czołgi, działa przeciwpancerne i artylerię, ruszyły w kierunku Sidi Rezegh, zaatakowały nowozelandzki szpital polowy i pojmały w nim 1000 pacjentów oraz 700 pracowników medycznych. Około 200 Niemców, przetrzymywanych w areszcie na terenie szpitala, zostało uwolnionych.
O godzinie 18:00 australijski 2/13. batalion ruszył, aby wzmocnić siły w Ed Duda, gdzie kilka plutonów poniosło ciężkie straty w wyniku ostrzału artyleryjskiego. W nocy 28 listopada Rommel odrzucił plan Crüwella dotyczący bezpośredniego natarcia na Tobruk, ponieważ dotychczasowe frontalne ataki podczas oblężenia miasta zakończyły się niepowodzeniem. Zdecydował się na manewr okrążający, aby zaatakować Ed Duda od południowego zachodu i przejść dalej, by odciąć siły brytyjskie poza obwodem Tobruku i je zniszczyć. Wczesnym rankiem 29 listopada 15 Dywizja Pancerna ruszyła na zachód, na południe od Sidi Rezegh. Resztki 21 Dywizji Pancernej miały się przemieszczać w prawo, aby utworzyć kleszcze, ale znalazły się w rozsypce, gdy gen. Johann von Ravenstein został schwytany podczas rozpoznania tego ranka. Po południu, na wschód od Sidi Rezegh, w akcji w Punkcie 175, oddziały Dywizji „Ariete” wyparły nowozelandzki 21. batalion. Nowozelandczycy pomyśleli, że to przybyły posiłki z 1 Brygady Południowoafrykańskiej z południowego zachodu i nie otworzyli ognia.

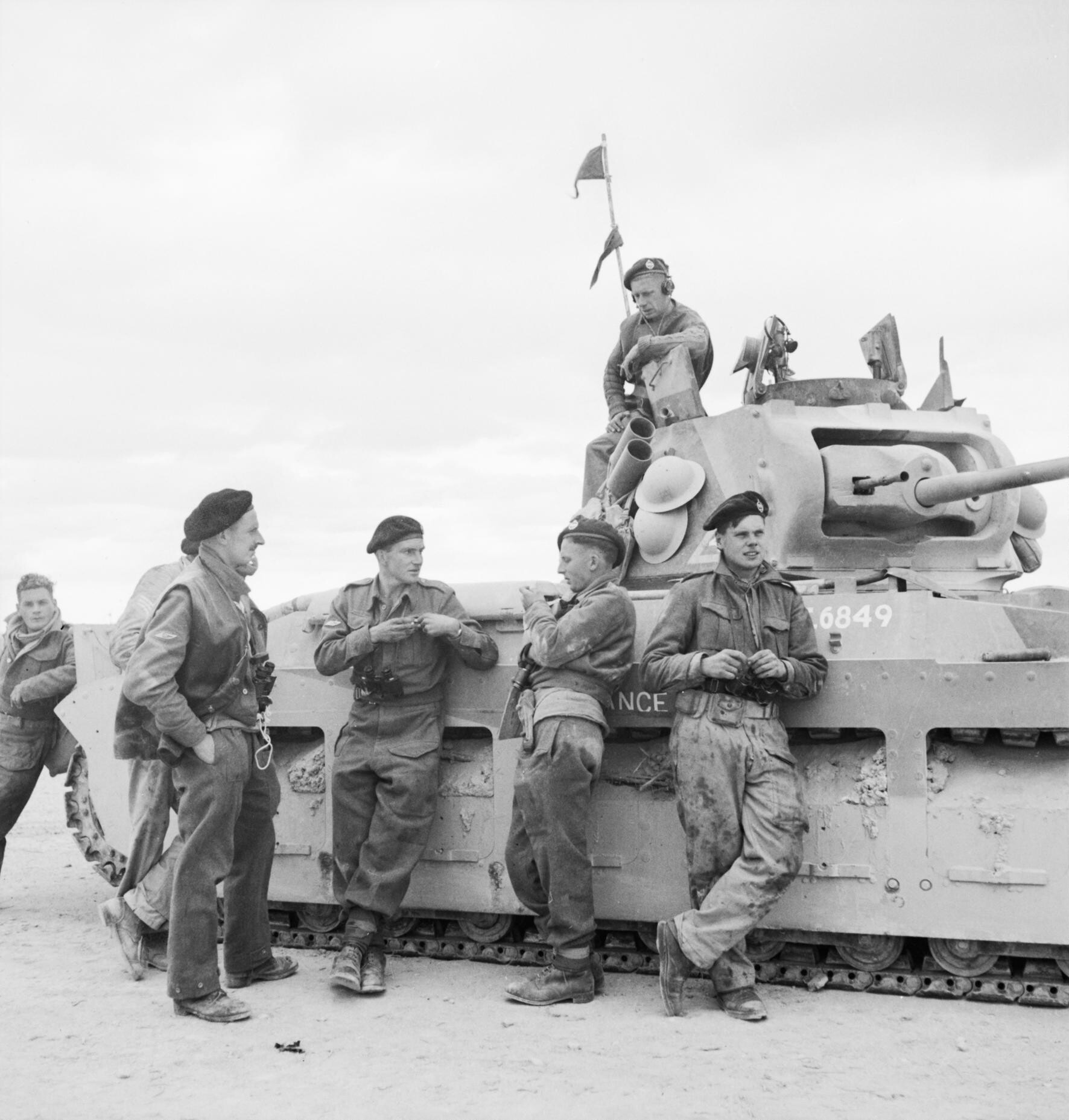
Odpoczywająca załoga czołgu Matilda, 28 listopada 1941

Podpułkownik Howard Kippenberger napisał:

Około 17:30 pojawiła się przeklęta włoska dywizja zmotoryzowana (Ariete). Przejechali z pięcioma czołgami na czele, dwudziestoma za nimi oraz ogromną kolumną transportową i dział i przetoczyli się prosto nad naszą piechotą w Punkcie 175

24. i 26. batalion spotkał podobny los w Sidi Rezegh 30 listopada. 1 grudnia niemiecki atak pancerny na Belhamed niemal całkowicie zniszczył 20. batalion Nowozelandczycy stracili 879 zabitych, 1699 rannych i 2042 wziętych do niewoli.
Czołowe oddziały 15 Dywizji Pancernej dotarły do Ed Duda, ale zanim zapadła noc, zostały zatrzymane przez obrońców. Kontratak 4 Królewskiego Pułku Pancernego i australijskiej piechoty odzyskał utracone pozycje, zmuszając Niemców do cofnięcia się o 910 m. 29 listopada dwie brytyjskie brygady pancerne zrobiły niewiele. 1. Brygada Południowoafrykańska nie była w stanie poruszać się na otwartej przestrzeni bez brygad pancernych z powodu zagrożenia ze strony niemieckich czołgów. Wieczorem 29 listopada 1 Brygada Południowoafrykańska znalazła się pod dowództwem 2 Dywizji Nowozelandzkiej i otrzymała rozkaz posuwania się na północ w celu odzyskania Punktu 175. Przechwycone meldunki radiowe doprowadziły do przekonania sztabu 8 Armii, że 21 Dywizja Pancerna i Dywizja „Ariete” są w tarapatach; Ritchie więc rozkazał 7 Dywizji Pancernej „trzymać się ich jak diabli”. Osiem czołgów Matilda zapewniło wstępne przygotowanie do kontrataku dwóch kompanii australijskiego 2/13. batalionu piechoty w nocy z 29 na 30 listopada. W szarży na bagnety na niemieckie pozycje 2/13. batalion stracił dwóch zabitych i pięciu rannych, biorąc 167 jeńców.
Po walkach pod Ed Duda Rommel rozkazał 15 Dywizji Pancernej udać się do Bir Bu Creimisa, 8 km na południe i ponownie zaatakować na północny wschód 30 listopada pomiędzy Sidi Rezegh i Belhamed, pozostawiając Ed Duda poza pierścieniem okrążenia. W południe 6 Nowozelandzka Brygada znalazła się pod silną presją na zachodnim krańcu pozycji Sidi Rezegh. Australijski 24. batalion i dwie kompanie 26. batalionu zostały zaatakowane, ale na wschodniej flance australijski 25. batalion odparł Dywizję „Ariete”, gdy ta przemieszczała się z Punktu 175.

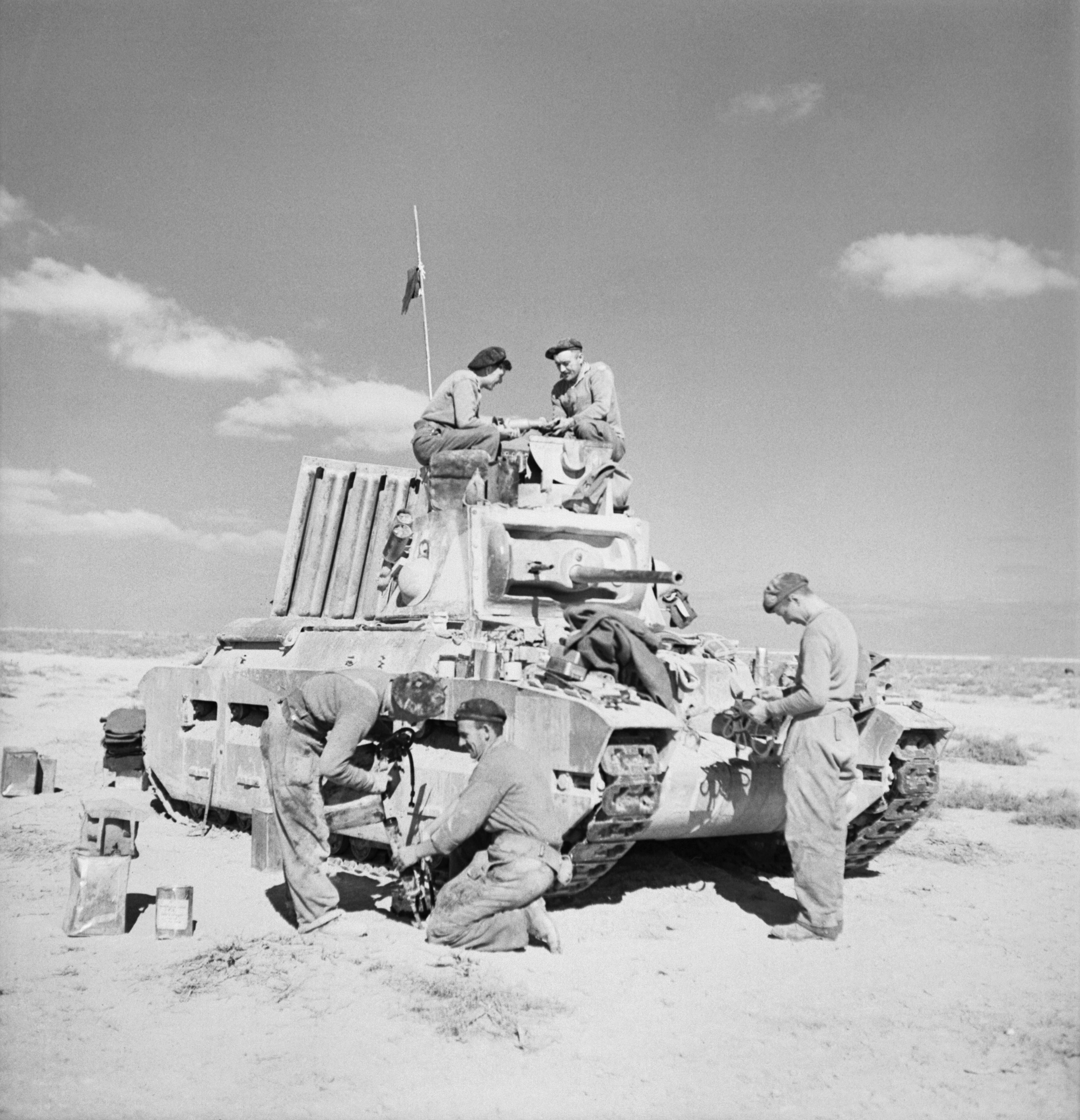
Załoga czołgu Matilda serwisująca swój pojazd w pobliżu Tobruku, 1 grudnia 1941

1 grudnia o 6:15 rano 15 Dywizja Pancerna wznowiła atak w kierunku Belhamed, wspierana silnym ogniem artyleryjskim, wywierając silną presję na 2 Dywizję Nowozelandzką. Rano 7 Dywizja Pancerna otrzymała rozkaz posuwania się naprzód i wzmocnienia Nowozelandczyków. 4 Brygada Pancerna przybyła do Belhamed, przewyższając liczebnie około czterdzieści czołgów 15 Dywizji Pancernej. Żołnierze 4 Brygady Pancernej myśleli, że mają osłaniać odwrót 6 Brygady Nowozelandzkiej, a nie atakować.
Pozostałości 2 Dywizji Nowozelandzkiej były teraz skoncentrowane w pobliżu Zaafran, 8 km na wschód od Belhamed. Wczesnym rankiem 1 grudnia gem. Bernard Freyberg dostał telegram z kwatery głównej 8 Armii wskazujący na to, że 1 Brygada Południowoafrykańska znajdzie się pod dowództwem 7 Dywizji Pancernej i wywnioskował, iż kwatera główna straciła nadzieję na utrzymanie korytarza do Tobruku. W połowie poranka zasygnalizował, że bez Południowoafrykańczyków jego pozycja będzie nie do utrzymania i planuje wycofanie się. Freyberg nakazał 2 Dywizji Nowozelandzkiej, aby była gotowa do marszu na wschód o 5:30 rano. 15 Dywizja Pancerna, która uzupełniała zapasy, zaatakowała ponownie o 16:30, a Dywizja „Trieste” odcięła połączenie z Tobrukiem.
2 Dywizja Nowozelandzka wycofała się z pozycji zachodnich. Oddziały uformowały się do 13:30 i po godzinnej przerwie, aby czołgi i artyleria mogły dołączyć do nich z zachodu, wyruszyli o 18:45, docierając do XXX Korpusu. Wczesnym rankiem 3500 ludzi i 700 pojazdów wróciło do Egiptu.

#### Sollum

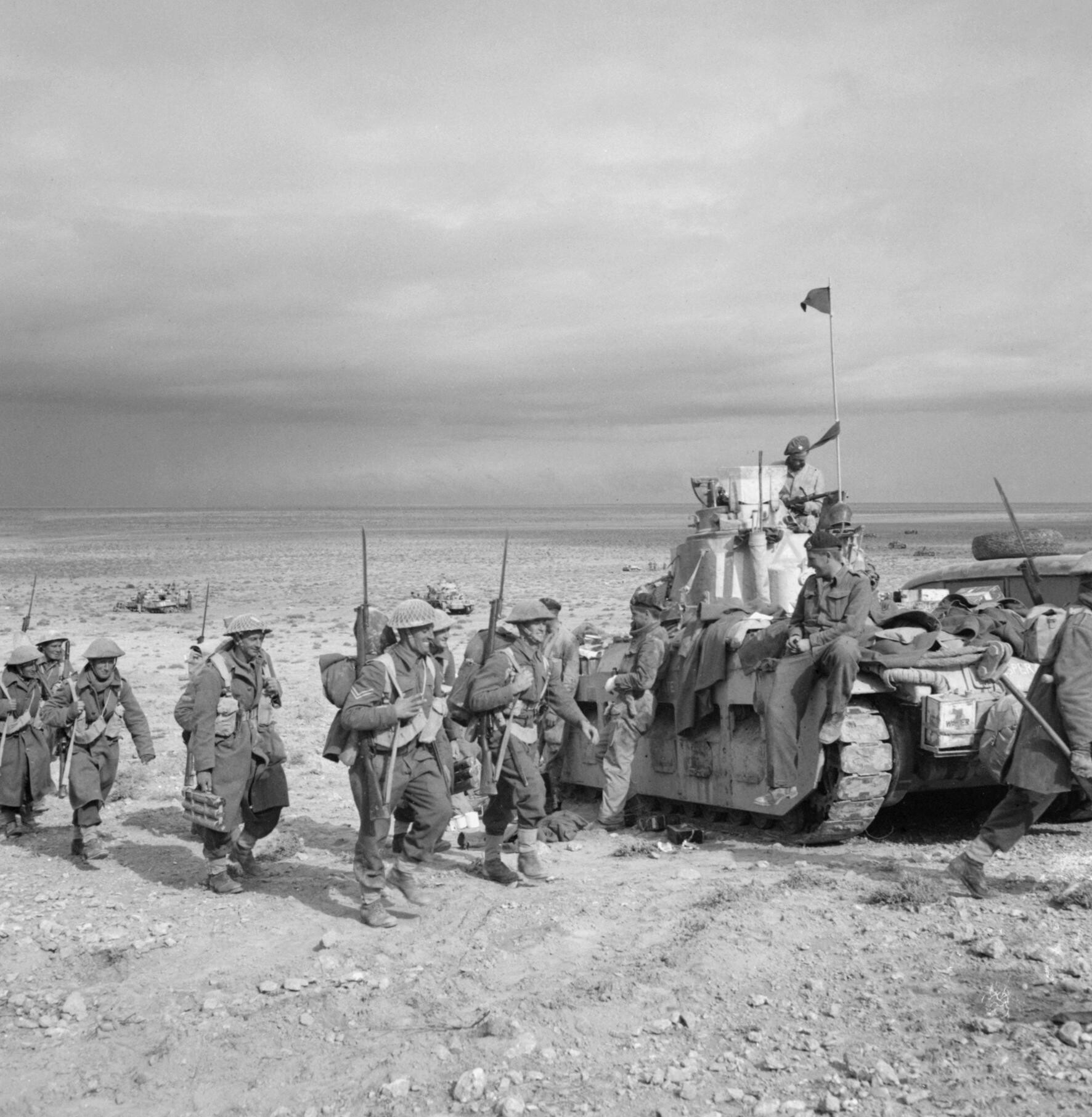
Spotkanie piechoty 2 Dywizji Nowozelandzkiej z czołgami Matilda z garnizonu Tobruku, 2 grudnia 1941

2 grudnia, wierząc, że nie zostanie zaatakowany do następnego dnia, Rommel wysłał dwie kolumny, każdą składającą się z batalionu piechoty, kompanii przeciwpancernej i pododdziałó artylerii, aby otworzyć drogi do Bardiji, Capuzzo i Sollum, z XX Korpusem wzdłuż Trigh Capuzzo, strzegącym południowego skrzydła. 3 grudnia niemieckie kolumny zostały zauważone przez alianckie rozpoznanie lotnicze, pomimo złej pogody. Północna kolumna została zaatakowana przez 5 Nowozelandzką Brygadę Piechoty na drodze Bardiji, 16 km na zachód od portu, w pobliżu Menastiru i „prawie unicestwiona”.
Południowa kolumna, na Trigh Capuzzo, spotkała Goldforce (grupę bojową bazującą na pułku rozpoznawczym Central India Horse) i wpadła pod ostrzał artyleryjski oraz została zaatakowana przez bombowce Blenheim i myśliwce Hurricane. 3 grudnia Rommel wydał rozkaz zdobycia Ed Duda, by otworzyć obwodnicę Tobruku i podjął kolejną próbę odciążenia fortów granicznych. 4 grudnia atak na Ed Duda został przerwany, a kolumny zmierzające w kierunku Bardiji i Sidi Azeiz zostały zatrzymane. Rommel zdecydował się wysłać dwie dywizje pancerne z Dywizją „Ariete” i Dywizją „Trieste” na południe, co uszczupliło siły wokół Tobruku; wojska po wschodniej stronie zostały wycofane.

#### Ed Duda
4 grudnia 21 Dywizja Pancerna zaatakowała Ed Duda, ścierając się z 14 Brygadą Piechoty 70 Dywizji Piechoty, ale udało jej się dotrzeć tylko do obwodnicy. Kiedy stało się jasne, że atak się nie powiedzie, Rommel postanowił wycofać się ze wschodnich obrzeży Tobruku, aby umożliwić sobie skoncentrowanie sił przeciwko rosnącemu zagrożeniu ze strony XXX Korpusu na południu.

#### Bir el Gubi
Po wycofaniu 2 Dywizji Nowozelandzkiej Ritchie zreorganizował swoje jednostki tyłowe, aby uwolnić 5. i 11 Indyjską Brygadę Piechoty z 4 Dywizji Piechoty Indyjskiej i 22 Brygadę Gwardii. Do 3 grudnia 11 Indyjska Brygada Piechoty brała udział w akcji przeciwko punktowi obronnemu w pobliżu Bir el Gubi, około 40 km na południe od Ed Duda. 1. i 2. batalion 136 Pułku „Giovani Fascisti” na szczycie wzgórza odparły kilka ataków brytyjskich jednostek pancernych i indyjskiej piechoty w pierwszym tygodniu grudnia.

Chociaż Norrie miał miażdżącą przewagę w każdym rodzaju broni w rejonie Bir Gubi, brak koncentracji i szczegółowej koordynacji działań pozwolił jednej włoskiej grupie batalionowej udaremnić działania całego korpusu i zadać ciężkie straty brygadzie

Piechota 8 Armii została pozostawiona bezbronną, ponieważ Norrie otrzymał rozkaz wysłania 4 Brygady Pancernej na wschód z powodu zagrożenia dla Bardiji i Sollum.
4 grudnia Dywizja „Pavia” i Dywizja „Trento” przeprowadziły kontratak na 70 Dywizję Piechoty, aby zatrzymać ją w obrębie obrony Tobruku. 5 grudnia 11 Indyjska Brygada Piechoty kontynuowała swój wyniszczający atak na Punkt 174. Gdy zbliżał się zmierzch, Afrika Korps i Dywizja „Ariete” interweniowały, aby odciążyć garnizon „Giovani Fascisti” w Punkcie 174 i zaatakowały 11 Indyjską Brygadę Piechoty. Crüwell nie wiedział, że 4 Brygada Pancerna, ze 126 czołgami, znajdowała się ponad 32 km dalej i wycofała się na zachód. 11 Brygada Indyjska musiała zostać wycofana, aby ją zreorganizować i zastąpić 22 Brygadą Gwardii. 4 Brygada Pancerna nie wykonała żadnego ruchu, aby zbliżyć się do 22 Brygady Gwardii 6 grudnia, ale Crüwell zawahał się i zapadł zmrok. Do 7 grudnia 4 Brygada Pancerna zbliżyła się, a szansa Osi została utracona. Gen. Neumann-Silkow, dowódca 15 Dywizji Pancernej, został śmiertelnie ranny późnym wieczorem 6 grudnia.

#### Linia Gazali

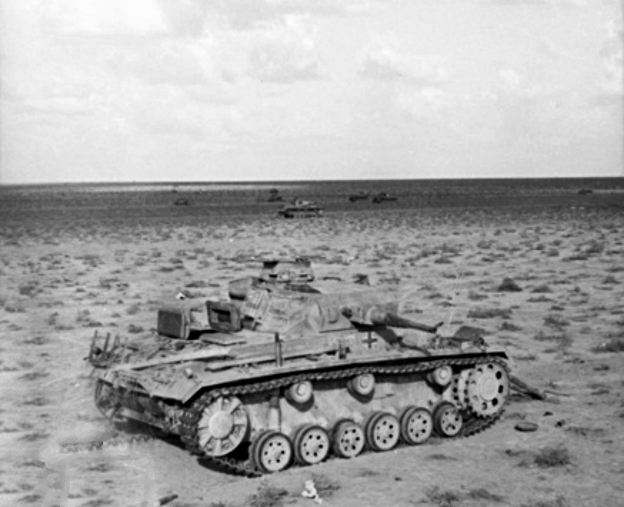
Uszkodzone czołgi Panzer III w Belhamed, 16 grudnia 1941

7 grudnia 4 Brygada Pancerna starła się z 15 Dywizją Pancerną, unieruchamiając 11 kolejnych czołgów. Rommel otrzymał 5 grudnia raport od włoskiego dowództwa, donoszący że zaopatrzenie nie poprawi się do końca miesiąca, kiedy rozpoczną się dostawy lotnicze z Sycylii. Zdając sobie sprawę, że sukces w Bir el Gubi jest teraz mało prawdopodobny, postanowił zawęzić front i skrócić linie komunikacyjne, porzucając front w Tobruku i wycofując się na pozycje w Gazali, 16 km od jego tyłów. Zostały one przygotowane przez włoskie jednostki tylnego rzutu i obsadzone do 8 grudnia. Rommel umieścił włoski X Korpus na przybrzeżnym krańcu linii, a włoski XXI Korpus w głębi lądu. Osłabiony włoski Korpus Mobilny zakotwiczył południowy koniec linii w Alem Hamza, podczas gdy Afrika Korps został umieszczony za południową flanką, gotowy do kontrataku.
6 grudnia Rommel nakazał swoim dywizjom wycofanie się na zachód, a 8 grudnia Comando Supremo i OKW wydało taki sam rozkaz włoskim i niemieckim garnizonom w Sollum, Halfaya i Bardiji. 19 grudnia Rommel poprosił o ewakuację morską, lecz odmówiono mu jej. Bardija poddała się 2 stycznia 1942 roku, a 17 stycznia wojska Osi wokół przełęczy Halfaya skapitulowały. W nocy z 6 na 7 grudnia 70 Dywizja zdobyła niemieckie punkty oporu Walter i Freddie bez żadnego oporu. Batalion Dywizji „Pavia”, okopany w Punkcie 157, zadał ciężkie straty 2 Pułkowi Lekkiej Piechoty Durham, lecz został pokonany po północy. Chociaż 90 Dywizja Lekka wycofała się z sektora Tobruku 4 grudnia, Dywizja „Bologna” wytrzymała do nocy z 8 na 9 grudnia, kiedy to w końcu przydzielono jej ciężarówki, aby zapewnić wsparcie odwrotu. W ostatniej akcji elementów 70 Dywizji w tej operacji polska Samodzielna Brygada Strzelców Karpackich zaatakowała elementy Dywizji „Brescia”, ruszyła za wycofującymi się wojskami Osi i zdobyła pozycję White Knoll.

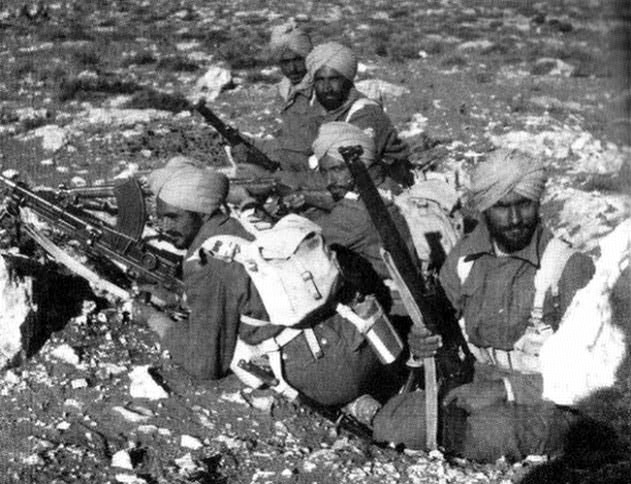
Grupa żołnierzy sikhijskich z British Indian Army podczas operacji Crusader

Aby lepiej koordynować swoją piechotę i czołgi, Ritchie przeniósł 7 Dywizję Pancerną do XIII Korpusu i skierował XXX Korpus, aby przejąć dowództwo nad 2 Dywizją Południowoafrykańską w celu przeprowadzenia oblężenia twierdz granicznych. Wysłał także do XIII Korpusu 4 Indyjską Dywizję Piechoty i 5 Nowozelandzką Brygadę Piechoty. 8 Armia rozpoczęła atak na linię Gazala 13 grudnia, a 5 Nowozelandzka Brygada zaatakowała wzdłuż 13 km frontu od wybrzeża. 5 Indyjska Brygada Piechoty przeprowadziła atak flankujący na Alem Hamza. Chociaż Dywizja „Trieste” utrzymywała Alem Hamza, 1. batalion The Buffs z 5 Indyjskiej Dywizji Piechoty zajął Punkt 204, kilka kilometrów na zachód. Włochów pozostawiono więc w występie, a 7 Brygada Piechoty Indyjskiej po ich lewej stronie otrzymała rozkaz wysłania na północ 4. batalionu 11 Pułku Sikhów, wspieranego przez działa z 25 Pułku Polowego Royal Artillery i dwanaście czołgów Valentine z 8 Królewskiego Pułku Czołgów, aby ułatwić im pozycję. Siły stanęły w obliczu Afrika Korps, wystawiając 39 czołgów i 300 ciężarówek piechoty i dział. Po raz kolejny 7 Dywizja Pancerna nie była na miejscu, aby interweniować, a stawienie czoła zagrożeniu pozostawiono artylerii i czołgom wsparcia. Poniosły ciężkie straty, ale udało im się zniszczyć 15 niemieckich czołgów i odeprzeć kontratak.
Gen. Alfred Reade Godwin-Austen nakazał gen. Williamowi Gottowi ustawić brytyjskie wojska pancerne w pozycji, z której mogłyby zaatakować Afrika Korps, ponieważ nie wiedział, że Gott i jego starsi dowódcy nie byli już pewni, czy będą w stanie pokonać wroga w bezpośrednim starciu, pomimo ich przewagi liczebnej. Ze względu na lepszą taktykę Niemców i ich artylerię przeciwpancerną, brytyjscy dowódcy woleli zrobić szeroki objazd, aby zaatakować ich słabsze elementy i linie zaopatrzenia w celu unieruchomienia wroga. 14 grudnia Samodzielna Brygada Strzelców Karpackich została wysłana do przodu, aby dołączyć do Nowozelandczyków i przygotować nowy atak na wczesne godziny poranne 15 grudnia. Atak rozpoczął się o 3:00, zaskakując obrońców. Obie brygady poczyniły duże postępy, ale o włos nie udało im się przełamać linii obronnych. 14 grudnia na południu aktywność Afrika Korps była niewielka, a 7 Indyjska Brygada Piechoty została ograniczona do patrolowania z powodu niedoboru amunicji, ponieważ problemy z zaopatrzeniem się mnożyły. W Alem Hamza 5 Brygada Piechoty Indyjskiej zaatakowała ponownie, ale nie poczyniła żadnych postępów w obliczu zdecydowanego oporu wroga, zaś w Punkcie 204 batalion 5 Brygady Indyjskiej z Royal East Kent Regiment („The Buffs”), wspierany przez dziesięć czołgów I, szwadron samochodów pancernych Central India Horse, kompanię Bombay Sappers and Miners, artylerię 31 Pułku Polowego Royal Artillery i elementy 73 Pułku Przeciwpancernego oraz kilka dział przeciwlotniczych, został zaatakowany przez dziesięć lub dwanaście czołgów, pozostałości Dywizji „Ariete”, które pokonał.
15 grudnia Dywizje „Brescia” i „Pavia”, z „Trento” w ścisłym wsparciu, odparły silny atak polsko-nowozelandzki, uwalniając 15 Dywizję Pancerną, która powróciła na linię Gazala, do wykorzystania w innym miejscu.

Polacy i Nowozelandczycy początkowo poczynili znaczne postępy, ale Włosi dobrze się zmobilizowali i około południa było jasne dla [generała Alfreda] Godwin-Austena, że jego dwie brygady nie miały wystarczającej masy, aby dokonać przełomu na prawym skrzydle. To samo działo się w centrum, gdzie Włosi z „Trieste” nadal odpierali atak 5 Brygady Indyjskiej na Punkt 208. Około południa atak III Korpusu został zatrzymany na całej linii

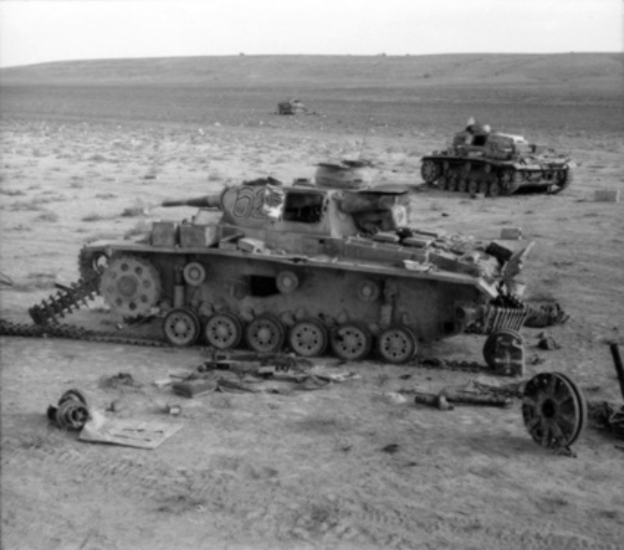
Uszkodzone Panzer III w pobliżu Belhamded, 16 grudnia 1941

Rommel uważał Punkt 204 za kluczową pozycję, dlatego wiele sąsiednich jednostek pancernych i piechoty zostało skierowanych do ataku na niego 15 grudnia. W zaciętej i zdeterminowanej walce siły atakujące: Dywizja „Ariete” i 15 Dywizja Pancerna z 8 Pułkiem Bersaglieri i 115 Pułkiem Piechoty zaatakowały po południu The Buffs i ich elementy wspierające. The Buffs stracili ponad 1000 ludzi zabitych lub wziętych do niewoli, a tylko 71 żołnierzom i baterii artylerii polowej udało się wycofać. Było już za późno, aby siły atakujące mogły się zebrać i posuwać dalej do Alem Hamza. Atakujący również mocno ucierpieli w tym starciu, a niemiecki dowódca został usłyszany w przechwyconym meldunku radiowym, kiedy zgłaszał niezdolność swoich sił do wykorzystania jego sukcesu z powodu poniesionych strat. Do 15 grudnia cały Afrika Korps zmniejszył się do zaledwie 8 sprawnych czołgów, a Dywizja „Ariete” do około trzydziestu. Rommel, który miał większy szacunek dla 7 Dywizji Pancernej niż Crüwell (czy najwyraźniej nawet Gott), zaczął się bardzo niepokoić obserwowanym manewrem oskrzydlającym brytyjskich sił pancernych skierowanym na południe. Pomimo stanowczych sprzeciwów włoskich generałów i Crüwella, Rommel nakazał ewakuację linii Gazala w nocy z 15 na 16 grudnia.
Po południu 15 grudnia 4 Brygada Pancerna znajdowała się w Bir Halegh el Eleba, około 48 km na północny zachód od Alem Hamza i była idealnie umiejscowiona zarówno do uderzenia na tyły Afrika Korps, jak i do wyruszenia na północ, aby odciąć główne linie komunikacyjne Grupy Pancernej Afrika wzdłuż wybrzeża, jak nalegał Godwin-Austen. Wczesnym rankiem 16 grudnia na północ wysłano tylko niewielki oddział, co spowodowało poważne zamieszanie wśród tylnych jednostek Grupy Pancernej Afrika, ale nie było to decydujące uderzenie i reszta brygady skierowała się na południe, aby uzupełnić swoje dostawy paliwa. Po południu 15 Dywizja Pancerna, poruszając się na zachód, minęła tyły 4 Brygady Pancernej i zablokowała jakikolwiek ruch powrotny na północ. Sama obecność brytyjskich sił pancernych skłoniła Rommla do wycofania się z Gazali, ale Brytyjczycy zmarnowali okazję do odniesienia wielkiego zwycięstwa.

### Odwrót Osi

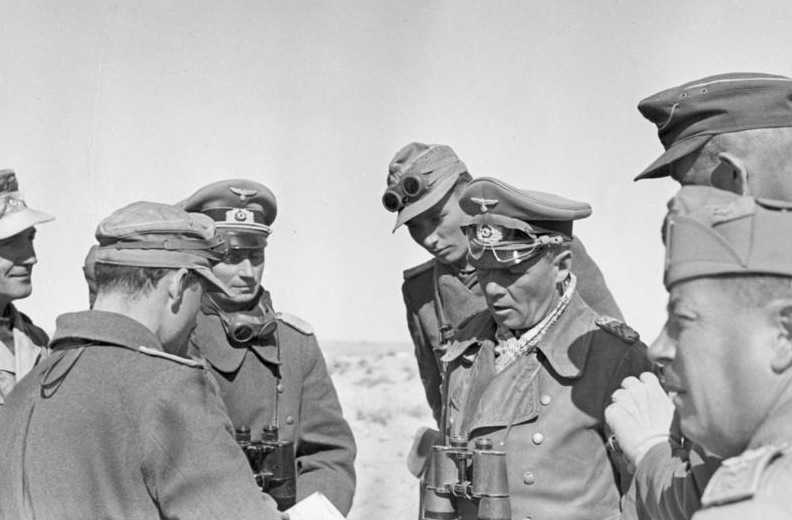
Rommel rozmawia ze swoim sztabem w pobliżu El Agheila, 12 stycznia 1942

Przez dziesięć dni siły Osi wycofywały się na linię między Ajedabią a El Haseia, utrzymując linie komunikacyjne i unikając odcięcia, w przeciwieństwie do Włochów w latach 1940–1941. W miarę jak linie zaopatrzeniowe Osi się skracały, a dostawy do El Agheila się poprawiały, Rommel odbudowywał siły pancerne Osi, podczas gdy linie zaopatrzeniowe 8 Armii się wydłużały. 27 grudnia, podczas trzydniowej bitwy pancernej pod El Haseia, 22 Brygada Pancerna została poważnie uszczuplona, co zmusiło awangardę 8 Armii do wycofania się. Siły Osi wycofały się na lepszą linię obronną w El Agheila w pierwszych dwóch tygodniach stycznia.

## Następstwa
Zagrożenie ze strony sił Osi dla Egiptu i Kanału Sueskiego ustało, lecz twierdze Osi na granicy Libii i Egiptu pozostały, pomimo rekomendacji Rommla dotyczącej ewakuacji drogą morską, aby zablokować drogę przybrzeżną i związać wojska alianckie. Na początku grudnia alianci zdecydowali, że oczyszczenie pozycji granicznych Osi jest konieczne, aby oczyścić linie zaopatrzeniowe i utrzymać dynamikę natarcia. 16 grudnia 2 Dywizja Południowoafrykańska rozpoczęła atak na Bardiję, obsadzoną przez 2200 żołnierzy niemieckich i 6600 żołnierzy włoskich, a 2 stycznia 1942 roku port padł. Sollum wpadł w ręce sił południowoafrykańskich 12 stycznia po krótkiej, ale zaciętej walce.
Południowoafrykańczycy otoczyli ufortyfikowaną przełęcz Halfaya (obejmującą skarpę, płaskowyż nad nią i otaczające ją wąwozy) i odcięli ją od morza. Garnizon 4200 Włochów z 55 Dywizji Piechoty „Savona” i 2100 Niemców już rozpaczliwie cierpiał na niedobór żywności i wody. Ostrzały artyleryjskie i bombardowanie lotnicze doprowadziły do stosunkowo niewielu ofiar, lecz głód i pragnienie zmusiły gen. Fedele De Giorgisa i mjr. Wilhelma Bacha do kapitulacji 17 stycznia. 21 stycznia Rommel rozpoczął niespodziewany atak z El Agheila. Początkowo akcja była „rozpoznaniem walką”, lecz gdy Rommel odkrył, że wysunięte elementy 8 Armii są rozproszone i zmęczone, wykorzystał to i wyparł 8 Armię z powrotem do Gazali.